# 波音767
波音767（Boeing 767）是波音民用飞机集团开发的一种中到大型宽体双引擎喷气式客机。它是波音公司的第一架使用玻璃螢幕座舱的宽体双引擎客机。波音767装备了两台涡轮风扇发动机，拥有常规尾翼和超临界机翼，有效减少了飞行中的气动阻力。这架飞机最初的设计定位是一种比波音747略小型的宽体跨洲航线客机，载客量在181至375人之间，设计航程为3,850至6,385海里（7,130至11,825公里，因变种型号有所不同）。波音767与另一款窄体客机波音757同一时期开发，因而两者很多特点都很相似，主要的差異在客舱宽度、航程与載客量上。
波音767拥有两种标准机型，分别为767-200和767-300；三种延程机型分别为767-200ER、767-300ER和767-400ER。此外还有货运机型767-300F，军用改型包括波音E-767型预警机、KC-767和KC-46型空中加油机和VIP运输机。
第一架波音767由联合航空在1982年投入使用。767客机在初期主要进行美国国内航线飞行，体现出了安全可靠的双引擎性能。1985年，波音767成为了首架获得跨洋飞行许可（ETOPS）的双引擎客机，此后多用于进行不间断的中长途洲际航线。1986年，波音公司开始设计一种容量更大的767客机，以填補與747之間的空缺，并最终研发出了波音777型。在1990年代，波音767成为了最常见的跨大西洋航线客机。
2011年7月，全世界共有837架波音767正在使用。最受欢迎的机型是767-300ER，共计交付552架。767最大的客户是达美航空，共拥有94架飞机。波音767的竞争对手包括空中巴士A300、A310以及A330-200。
2011年，隨著波音767的繼承型號波音787（「夢幻客機」）於2011年10月交付使用，波音767正式宣佈客機不再接收新訂單，貨機生產線則保留。2014年2月26日，最後一架波音767客機（-300ER）交付。其後，波音再宣佈將於2027年停產波音767貨機，僅保留軍用加油機生產線。
截至2019年12月，波音767的累計訂單數量達1,270架，待交付94架，包括54架貨機及40架加油機。

## 开发过程

### 背景
1970年代，波音747成为了第一架服役的宽体客机，机舱内部空间足以容纳两行通道。两年后，波音公司开始了新的研发计划——代号“7X7”的一种新式宽体客机，意在取代波音707及其他窄体客机。这种飞机具有双行通道，但是机身长度要短于当时的波音747、麦道DC-10和洛克希德L-1011等客机。为了支付高额的研发费用，波音公司与意大利航空公司Aeritalia和日本民用交通发展公司（CTDC，一个日本航空公司联合体）签署了风险分摊协议。这也是波音公司的第一次大型国际联营计划，两家合作商后来也得到了供应合同做为回报。最初7X7的构思是一种用于短途飞行的短距离起降客机；但客户对这样的设计并无兴趣，因而最终采用了中型洲际长途客机的设计。在这个设计阶段，7X7可能拥有两至三个引擎，并可能设计成带有翼上引擎或者T型尾翼的客机。

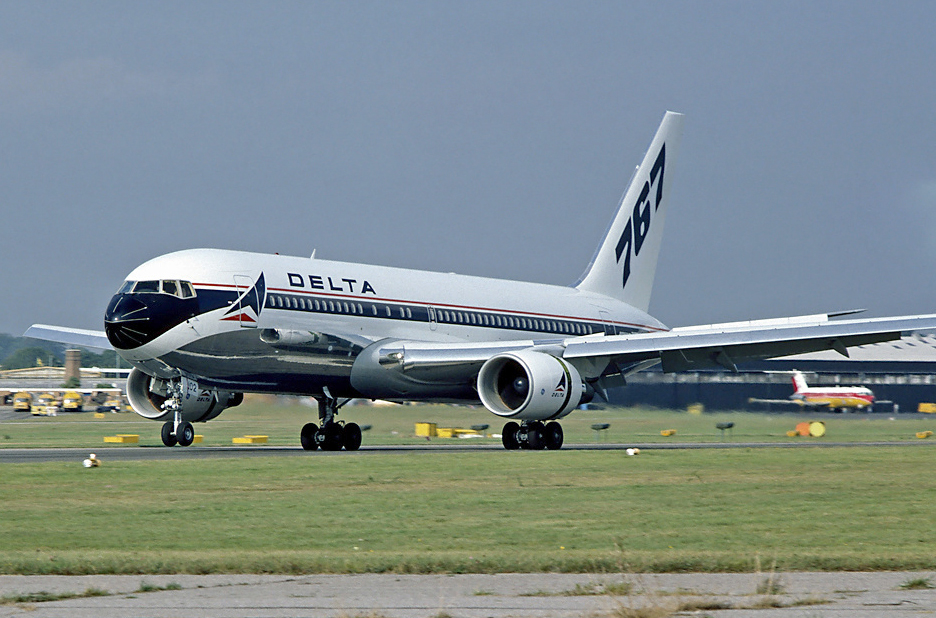
波音7X7（767-200型）在1982年范堡罗航展上的首次亮相

1976年，波音最终采用了一种类似当时刚刚问世的空中巴士A300的双引擎客机设计。这样的设计体现了行业对于新一代客机引擎稳定性和经济性的信心。当时市场对于新型宽体客机的需求并不明朗，7X7主要瞄准了中型客机的高密度市场，主要用于在大城市之间运送大量旅客。7X7计划采用当时一系列的先进民航技术，包括高涵道比涡轮风扇发动机、新型驾驶舱设计、气动性能的改进以及更轻质的材料。这些新特性也在与7X7平行研发的一款中型窄体客机上得到了体现。后者的代号为7N7，最终变成了波音757。这两款客机的研发时间主要在1970年代，航空工业的上升时期。
1978年1月，波音公司宣布扩建其艾弗雷特工厂用以生产新型宽体系列客机。这座工厂当时正在生产747系列机型。1978年2月，这种新机型正式使用了767的模型，并拥有三种变种：190座的767-100、210座的767-200以及用于洲际长途飞行的三引擎客机767MR/LR。随后767MR/LR被命名为777用以区分。1978年7月14日，波音767正式发布。联合航空随即订购了30架767-200型客机，之后美国航空和达美航空分别订购了50架和20架。767-100由于座椅布局过于接近757最终没有售卖，而767最后也放弃了三引擎设计，转而成为另一款双引擎客机。

### 设计工作
70年代后期，影响航线客机购买的最主要因素不再是载客量，而是运营成本。因此，波音767的整体设计首先强调了燃油效率。通过新的引擎和机翼设计，波音767较之前机型预计能够节省20-30%的燃油费用。在开发过程中，工程师使用计算机辅助设计完成了超过33%的机型设计，并进行了超过26000小时的风洞测试。767的设计与757几乎同时进行，因此波音几乎将二者看作同一个项目，最大限度降低了风险和开销。最终，两款飞机拥有了同样的航空电子仪器、飞行管理系统和操控特性。这样的并行开发成本维持在了3.5至4亿美元。

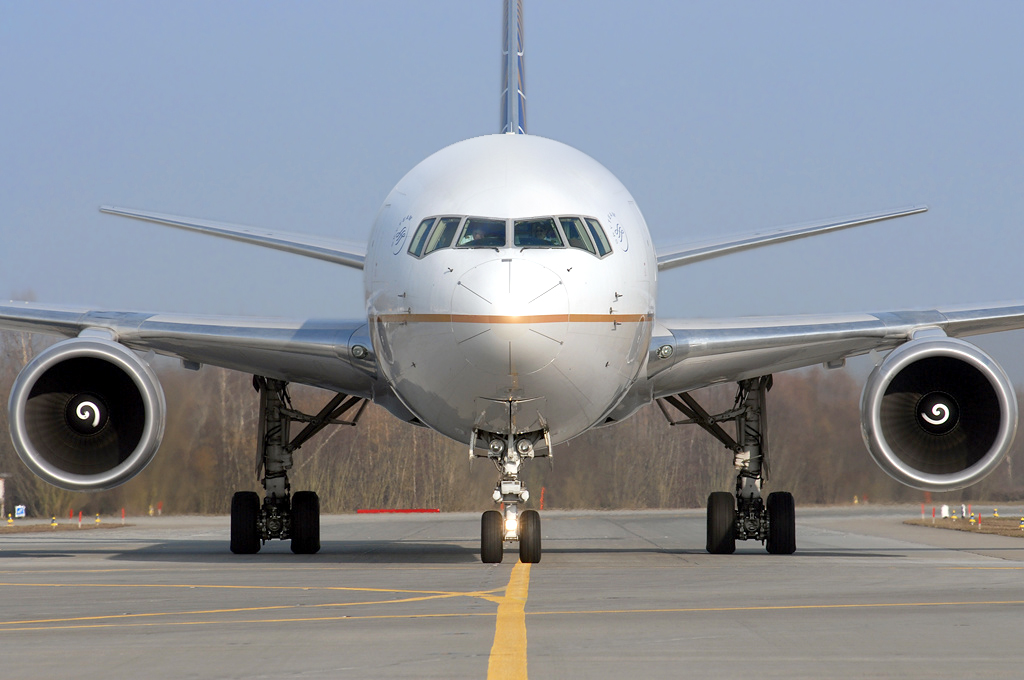
美国大陆航空的一架767-400ER，展示了机身、上反机翼和CF6发动机的设计

设计初期，波音为767提供了两种引擎选择：普惠公司的JT9D和通用电气航空的CF6涡扇发动机。这也是波音公司第一次为新型飞机提供多种引擎选择。两款型號的最大输出推力都是48,000磅力（210千牛頓）。引擎挂载在了机身大约前1/3位置的机翼上，与之前的宽体三引擎客机类似。更大面积的机翼使用了超临界设计，以降低气动阻力并使升力更均衡地作用在机翼上。新的机翼设计提供了更好的高空巡航性能和更大的燃油容量，并为将来的变种机型提供了扩展能力。767-200型的设计航程可以横跨北美洲或者北大西洋，最大航程为3,850海里（7,130）。
767的机身宽度为16.5英尺（5.03），介于707和747之间。767的机身比之前的宽体机型窄，在提供两行过道、并排7个座位的同时可以减少空气阻力常规的机尾设计使得机尾部分可以在较短长度内收细，这使得平行过道可以一直延伸到机舱末端，避免了尾部的不规则座舱布局但是，这样的机身却无法在一侧使用标准的LD3宽体载具。为此专门设计了一种LD2载具为767使用。

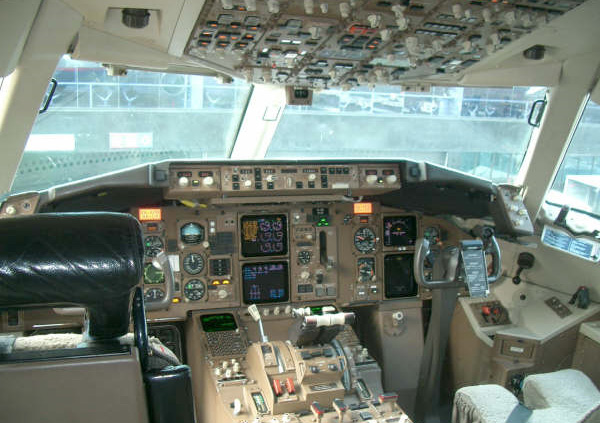
波音767的玻璃座舱设计

波音767是第一款使用双人数字玻璃驾驶舱设计的宽体客机CRT彩色显示器和电子仪器取代了原先飞航工程师的工作，使得两个驾驶员可以直接监视整个飞行系统。尽管打算降低机组人员成本，联合航空起初还是要求了传统的三人驾驶舱以减少新飞机启航的风险。直到1981年7月，一个美国总统任务团队指明了宽体客机中双驾驶的设计是安全的。不过，三人驾驶舱设计直到第一批生产模型还在保留。澳洲安捷航空由于联邦要求订购了三人驾驶舱设计的767；它也成为了唯一一家拥有三人设计的航空公司波音757采用了同样的双人驾驶舱设计。飞行员只需通过短期的转换培训即可驾驶两种飞机，这也刺激了航空公司同时购买757和767。

### 生产及测试
波音公司使用了诸多国内及国际承包商来生产767飞机，包括意大利的艾里塔利亚公司和日本的CTDC。飞机的机翼和机舱底板由波音制造，艾里塔利亚公司则提供了控制界面。波音-Vertol部门生产了机翼前缘部分，而波音-Wichita生产了前段的机身。CTDC提供了飞机的多个部件，包括机翼整流片和起落架舱门（富士重工业生产）、中段机身（川崎重工生产）、尾部机身、舱门和机尾（三菱重工生产）。这些组件在艾弗雷特工厂进行组装。为了加快机翼主梁的建造，艾弗雷特工厂使用了自动化机械来进行打孔和紧固螺栓的操作。这种建造机翼的方法改良了747时代的生产过程。最终，第一架波音767于1979年7月6日开始组装。

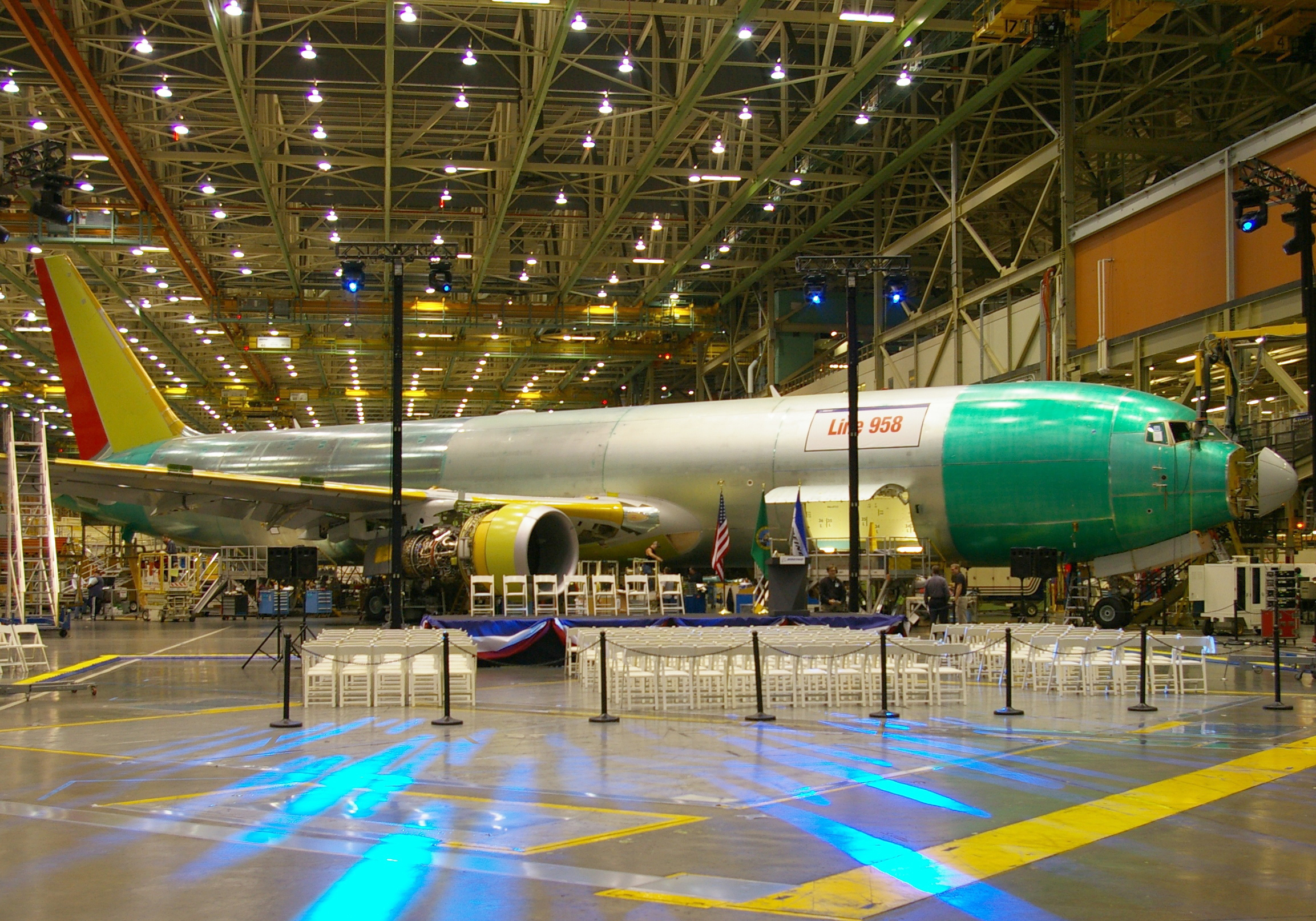
隸屬烏茲別克航空的波音767-300ER貨機在艾弗雷特厂房进行最终组装後，準備進行竣工典禮

767原型机的机身编号为N767BA，装备了JT9D涡扇发动机，于1981年8月4日出厂。此时767项目已经接到了来自17家公司的173份订单，包括加拿大航空、全日空、英國航空、泛巴航空和环球航空。同年9月26日进行了第一次试飞。这次试飞基本上平安无事，只是由于液压系统故障导致了起落架无法收回。这架飞机随后还经历了多次测试飞行。
历经十个月的767飞行测试使用了6架飞机。前4架挂载了JT9D引擎，后2架则使用了CF6引擎。试飞过程主要用于测试气动、飞行系统、操控及性能表现，第六架飞机还进行了新航线试飞。测试过程中，飞行员认为767基本上易于飞行，其操控性能并没有因为大型宽体设计而有所下降。1982年7月，采用JT9D引擎的767-200型飞机在1600小时的成功试飞后获得了美国联邦航空局和英国民航管理局的认证。第一架飞机于1982年8月19日交付给联合航空。同年9月，挂载CF6引擎的767-200也得到了认证，并在10月25日首先交付给了达美航空运营。

### 交付使用
波音767于1982年9月8日首先交付给联合航空使用。首次商业飞行是一架装备JT9D引擎的767-200型从芝加哥到丹佛的航线。三个月后，CF6引擎的767-200交付给了达美航空。在运营初期，波音767主要执飞美国国内航线，包括跨大陆航线。此后，美国航空和环球航空也在1982年开始使用767飞机，而加拿大航空、中华航空和以色列航空也于1983年将767投入商用。767飞机进入市场的过程十分顺利，相比之前的客机运行故障更少、调度可靠性更高。在投入飞行的第一年，767的起飞准时率达到了96.1%（仅计算机械故障导致的延迟），超过了新型客机服役的平均水平。市场对767飞机的评价十分良好，包括双引擎的噪声水平、内部舒适度以及经济表现。飞机修复了一些小的问题，包括重新校准一个前沿传感器、替换一个紧急出口门闩以及修复了水平尾翼枢轴。

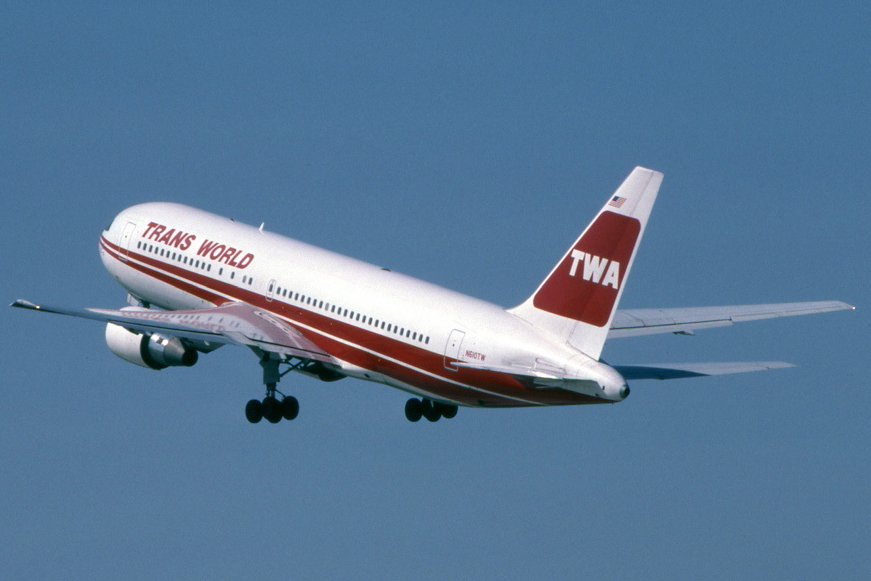
环球航空767-200于1985年5月进行的首次双发延程飞行

为了继续开发这款新型宽体客机的潜力，波音提供了一个延程飞行的机型767-200ER。埃塞俄比亚航空首先于1982年12月订购了这一机型。767-200ER型具有更大的燃油容量和总重量，因而可以负载更多的货物，总里程可达6,385海里（11,825）。这种延程机型于1984年3月27日首先交付给以色列航空，并主要提供给国际客户。这一机型主要用来执飞中等客流量的长途航线。
1980年代中期，波音767刺激带动了横跨北大西洋的双发延程飞行航线的增长，也成为了实践美国联邦航空局（FAA）ETOPS标准的先锋。此前的标准不允许双引擎客机在水面上进行超过90分钟的飞行。1985年5月，FAA首次给环球航空的波音767飞机颁发了120分钟ETOPS飞行许可，认可了飞机在水面上进行长程飞行的安全性。由于涡扇引擎和飞机本身的可靠性都要高于以往，FAA继续延长了ETOPS许可时间。1989年，CF6引擎驱动的波音767得到了进行180分钟远程飞行的许可，这也是第一次有飞机得到这样的许可。随后在1993年所有型号的波音767均被许可。联邦航空局的这一系列批准继续刺激了波音767的销量，特别是跨洋飞行业务的增长。

### 加长型号

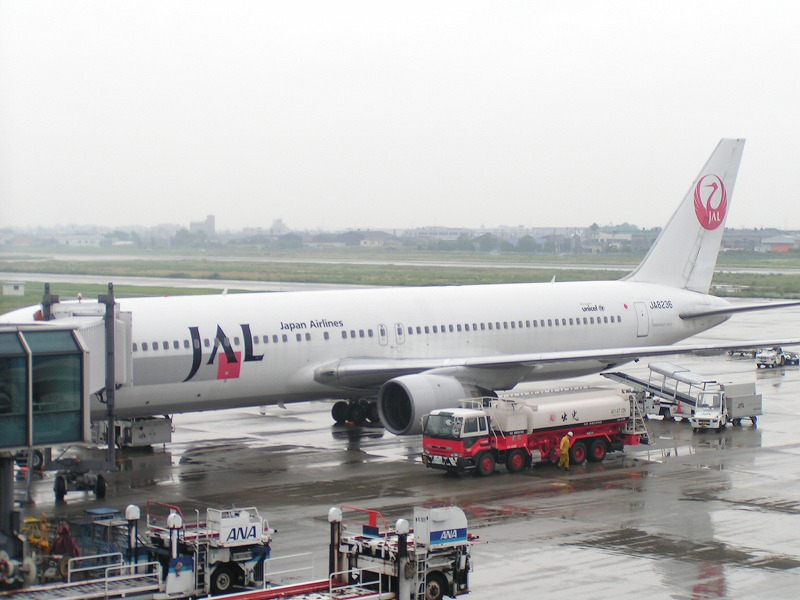
全球首架767-300（JA8236）在日本松山機場

预见到航空公司对高载客量机型的需求，波音公司在1983年宣布了767-300型，并在1984年宣布了其延程型变种767-300ER。这两种机型的载客量均有20%的提升，延程机型的最远航程达到了5,990海里（11,090）。1983年9月，日本航空首先订购了波音767-300型飞机。这种飞机在1986年1月30日首次飞行，随后在同年10月20日交付给日本航空使用。767-300ER型于1986年12月9日进行了首次飞行，但直到次年3月，美国航空才订购了该型号。该型号于1988年3月3日投入商业飞行。在投入使用后，767-300和767-300ER的名声迅速提高，最终占到了767系列大约2/3的销售额。

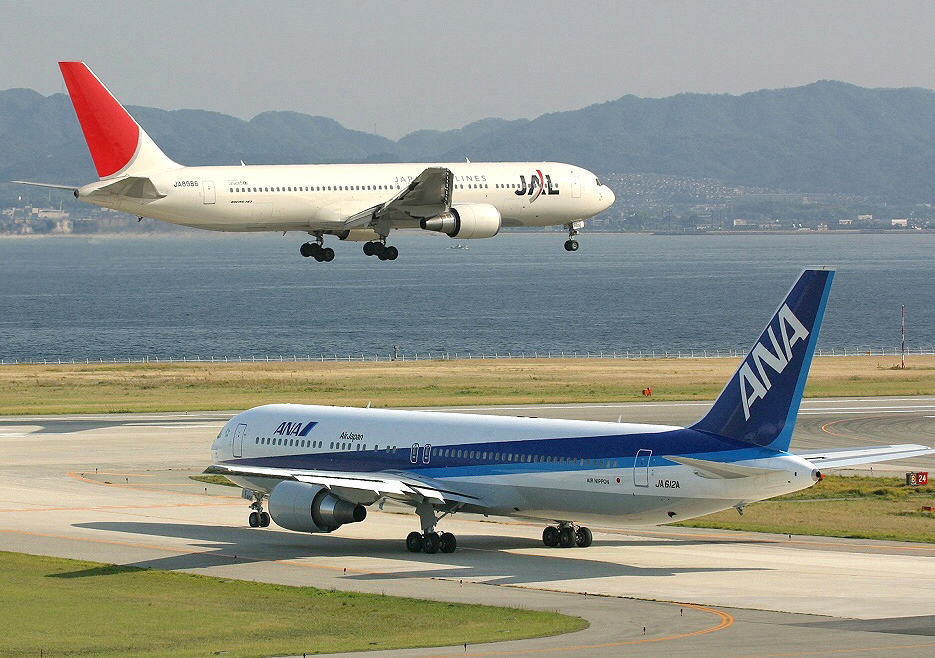
關西國際机场跑道上，一架日航767-300在全日空767-300ER前降落。这两种型号占到了767总共2/3的销量

在第一种767加长机型问世后，波音公司为航空公司提供了更大容量的机型设计，其中包括一种名为“Hunchback of Mukilteo”（取名自波音工厂旁的小镇）的双层机舱飞机，将一个757机身挂载到767机身上。1986年，波音又宣布了一种加长机翼、加宽机舱的767-X型，但是没有引起太大反响。到1988年，767-X演变成为了一种新型双发喷气式客机，波音777。在1995年777面世之前，767-300和767-300ER型是波音公司第二大的宽体客机。
受到全球经济复苏的鼓舞，并且得到了ETOPS的批准，波音767的销量在1980年代后期大增，1989年达到了最高的132份订单在1990年代初期，这种宽体双发客机成为了波音公司销量最高的机型。这一时期，767也成为了在北美和欧洲之间跨大西洋飞行最流行的机型。到了1990年代末，767跨越大西洋的飞行总数已经超过了所有其他机型的总和。由于767低运营成本和相对小的容量，航空公司增加了很多飞往二线人口城市的直飞航线。由于直飞航班到达城市的增加，商业飞行的模式发生变化，更多的点对点飞行代替了传统的“中心辐射式”运输。
1990年2月，第一架装备罗尔斯·罗伊斯RB211涡扇引擎的767-300型客机正式交付给英国航空使用但六个月后，英国航空在767飞机的发动机挂架区发现了损坏，从而暂停了其整个767机队的飞行。故障原因是RB211引擎的重量比其他767引擎要重2,205磅（1,000）。检修过程中减轻了对发动机挂架的压力，而1991年以后的机型也重新设计了零部件。波音公司也进行了结构评估，并在此后生产中更改了所有767机型的发动机挂架设计。

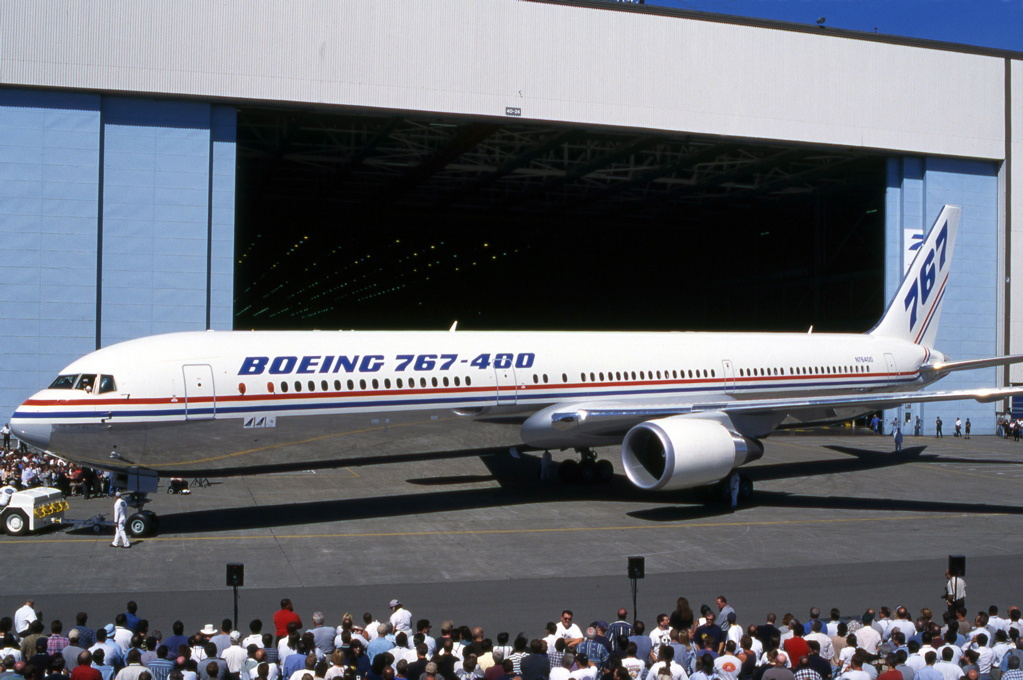
1999年8月26日，波音767-400ER型飞机的首次公众飞行

1993年1月，在接受UPS航空的订单后，波音开始研发767-300F货运机型。该机型于1995年10月16日交付使用。767-300F货机装配了主甲板货仓、加强版起落架和机翼结构。1993年11月，日本政府首先订购了军用机型E-767，一种基于767-200ER改装的空中预警机。1998年，波音完成了大量改装以适应监视雷达和其他设备，将两架E-767交付给了日本自卫队。
1995年11月，在放弃了一种小型777的设计后，波音重新表示它在开发更大型的767，命名为767-400X。这种机型设计的容量比767-300大12%，升级了驾驶舱和内部结构，并具有更宽的翼展。这种改型主要为了替代达美航空即将摒弃的洛克希德L-1011 TriStars，并与空中巴士A330-200进行竞争。1997年3月，达美航空正式订购了767-400ER来取代其L-1011机队。同年10月，大陆航空也订购了767-400ER型客机，替代其麦道DC-10机队。这种机型在1999年10月9日进行了首飞，并于2000年9月14日交付大陆航空使用。

### 后续开发
21世纪初，767机型已经累计交付900架，但新销售却因航空业低迷而下滑，767作为九一一恐怖袭击事件中的主要涉事机型（撞击世贸双子大厦的美国航空11号班机以及联合航空175号班机均为波音767），其销量更是受到了重大冲击。2001年，波音放弃了767的长程机型767-400ERX，转而投入音速巡航机的研发。这种新型客机将可以在767同样油耗下提升15%的巡航速度以接近音速。一年后，波音又宣布了基于767-200ER型改造的KC-767型军用运输机。2002年10月意大利空军首先订购了这一机型，用于空中加油和货物运输的双用途。日本政府随后在2003年也订购了KC-767。同年5月，美国空军宣布采用KC-767来取代老旧的KC-135型运输机。但该计划在2004年3月由于利益冲突丑闻而终止；美国政府多次进行了调查，多名波音官员因而离职，包括其首席执行官菲利普·康迪特和首席财务官迈克·谢尔斯。第一架KC-767在2008年交付给了日本自卫队使用。

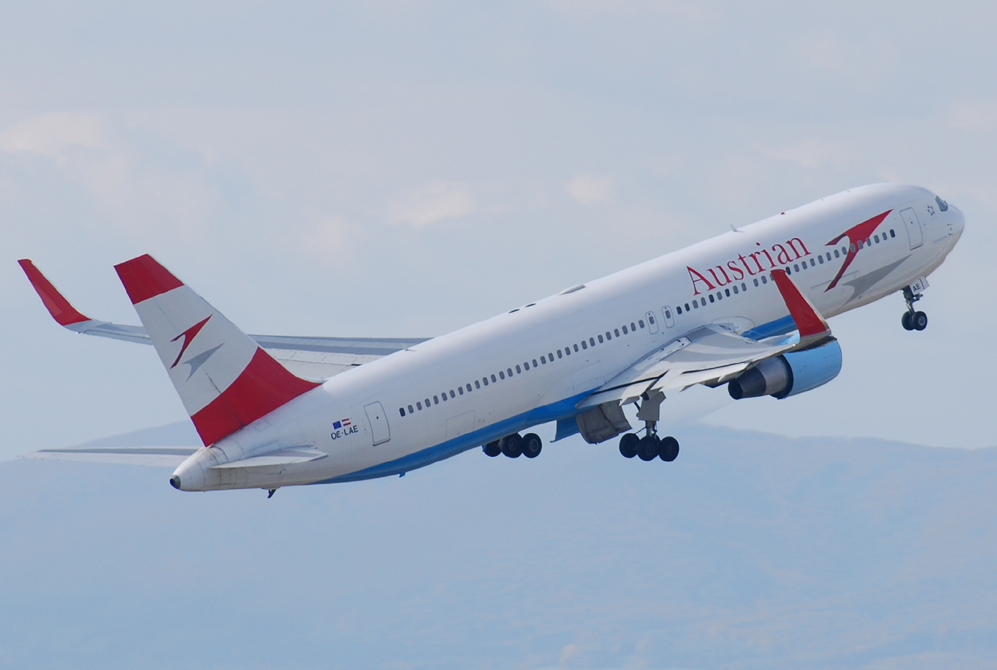
奧地利航空767-300ER起飞(可见加装的翼尖小翼)

2002年，波音公司开始不再一味追求速度而忽视成本，因而中止了“音速巡航机”的开发。第二年，波音宣布了7E7计划，一种用来继承767的中型客机，运用复合材料以降低20%的燃油消耗。7E7计划是波音黃石專案的第一阶段。7E7随后改名为“787 梦想客机”，非常受消费者欢迎，并在两年内创下了公司的最快销售记录。2005年，由于787开发计划的耽搁，波音扩大了767的生产，将767-300ER交付给了那些包括全日空和日本航空在内的787客户。同样，一部分达到20年使用寿命的767也由于787的推迟而继续服役。为了延长这些飞机的使用寿命，航空公司进行了重大维修检测（HMV）、D级拆解和机械腐蚀检查。首架787最终在2011年10月交付给了全日空，比计划拖后了三年半。
2007年，UPS和DHL共同订购了33架767-300F型客机，再次推动了767的生产。货机利润的上升让波音开始考虑设计比-200和-300F载重能力更大的767-400ER和777的改良版。但是767的订购量从2008年的24架锐减到了2010年的3架。同时，航空公司也在升级现用的飞机。2008年，第一架装有Aviation Parters改装的翼尖小翼的767-300ER飞机在美国航空面世。这种11英尺（3.35）高的翼尖小翼将可以提高大约6.5%的燃油效率。其他运营商，包括全日空和达美航空也采取了这一改装。

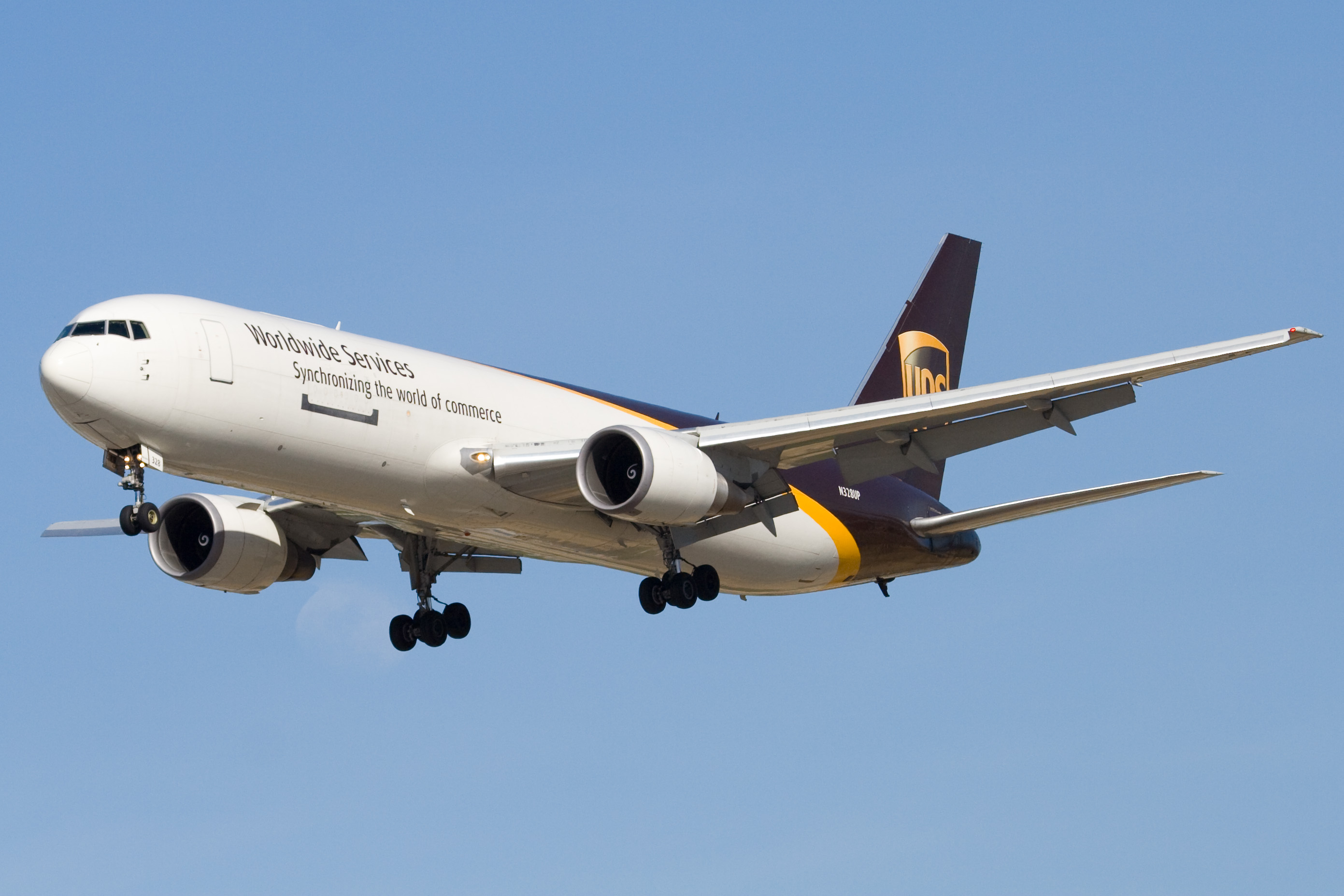
作为767-300F最大的客户，UPS在2007年继续订购了这一机型

2011年2月2日，第1000架767出厂交付给了全日空。这架767-300ER标志着767系列成为继747后第二个销量上千的宽体客机。另外，从第1001架开始，767的生产线转移到了艾弗雷特厂房的另外一块区域，面积缩小了近一半，为新的787生产留下了足够空间。
於2011年，波音在新生产线上积压了50架767，将持续生产到2013年。但波音官员仍然对767的预期充满信心。2011年2月24日，美国空军宣布将采用KC-767改进型货机来升级其KC-X机队。美国空军在波音与空巴的竞争中选择了前者，订购了179架KC-767，将至少支撑波音生产到2013年。2011年11月，联邦快递又宣布订购27架767-300F以替换其麦道DC-10货机，继续保证了767的持续发展。

### 逐步停產民用版
2013年，随着波音787-9交付，波音宣佈767-300/300ER的客機版停产，只保留货机生产线。當中，最後一架組裝的767-300/300ER客機版本為阿斯塔納航空的P4-KEC，於2014年2月26日交付。
其後，由於業績轉差及受工潮衝擊，波音於2024年10月中宣佈，767民用貨機生產線亦將於2027年關閉，僅繼續接受訂購及生產軍用KC-46。

## 设计

### 整体设计

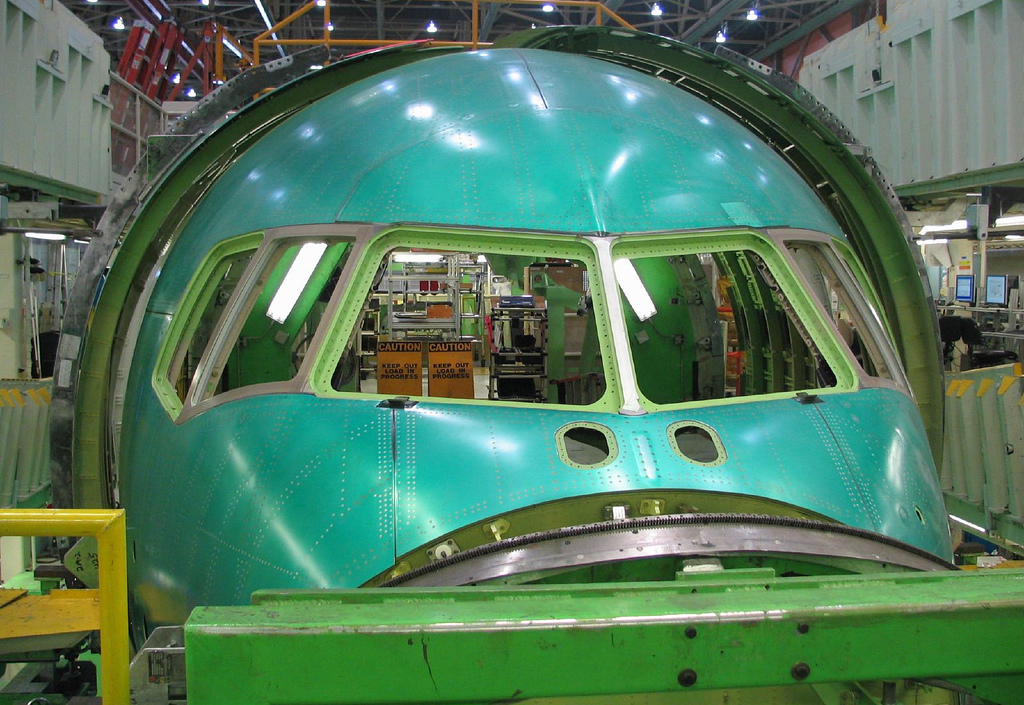
一架波音767的机鼻组装区

波音767是一种低机翼悬臂单翼机，装有常规尾翼和方向舵。机翼向后倾角为31.5度，最优巡航速度为0.8马赫（533mph，858km/h）。机翼使用了超临界截面，装有前缘缝翼、襟翼、内外侧副翼以及减速板。机翼表面使用了强化碳纤维，整流罩和检修罩板使用了凯芙拉材料。此外机身大量采用铝合金建造，使得飞机较前代减轻了860kg。
波音767采用了可收回式前三点起落架，两个主起落架各有四个轮子，前起落架两个。767系列的机翼和起落架设计大致相同，只有767-400ER型的主起落架更大、间距也更宽，采用了波音777上的轮胎和刹车设计，以及一个可收回的尾轮。
波音767与波音757使用了相同的空气动力学和计算机技术，包括同样的辅助动力系统（APU）、电力系统和液压装置。驾驶舱位置以及相同的前窗玻璃也让两个机型的视角很相似。FAA因而允许飞行员使用相同的飞行执照驾驶757和767。

### 飞行系统

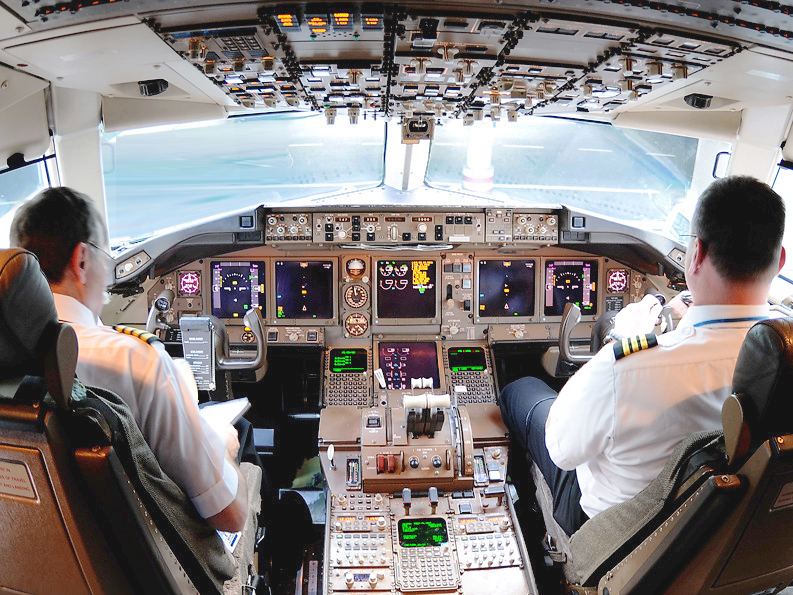
新型767-400ER使用液晶显示器代替了传统CRT显示器

波音767的驾驶舱使用六块罗克韦尔·柯林斯CRT显示器来显示电子飞行仪表系统（EFIS）和发动机显示和机组警告系统（EICAS），使飞行员可以监视并完成之前飞行工程师的任务。电子显示器取代了以前飞机的电机械仪器。波音767的飞行管理系统从早期747升级而来，新的自动着陆系统改善了CAT IIIb ILS在低能见度条件下的进近。1984年，波音767成为了首架获得低能见度（300公尺，980ft）CAT IIIb仪表着陆许可的民航客机。在767-400ER上驾驶舱升级了罗克韦尔·柯林斯液晶显示器，和新的波音777和波音737新世代机型相同。
波音767装配了三套冗余液压系统进行操纵面、起落架和其他设备的操作。每个引擎独立驱动一套液压系统，第三套则由电泵驱动。冲压空气涡轮机用于在紧急情况下提供基本飞行控制的动力。767上也有线传飞控的雏形，如减速板已经使用了电子信号。
2018年，波音与罗克韦尔·柯林斯再次联合推出了全新的波音767航电系统，以三块液晶显示屏为主的全电子化玻璃座舱替代767-200/300的半电子化玻璃座舱和767-400ER已经过于老旧的全电子化玻璃座舱，可以使其航电系统与现在的波音787和波音737MAX保持一致以减少从757以外机型转驾到767及训练成本，同时新的航电系统比原有系统减轻了150磅以提升燃油效率。

### 机舱设计

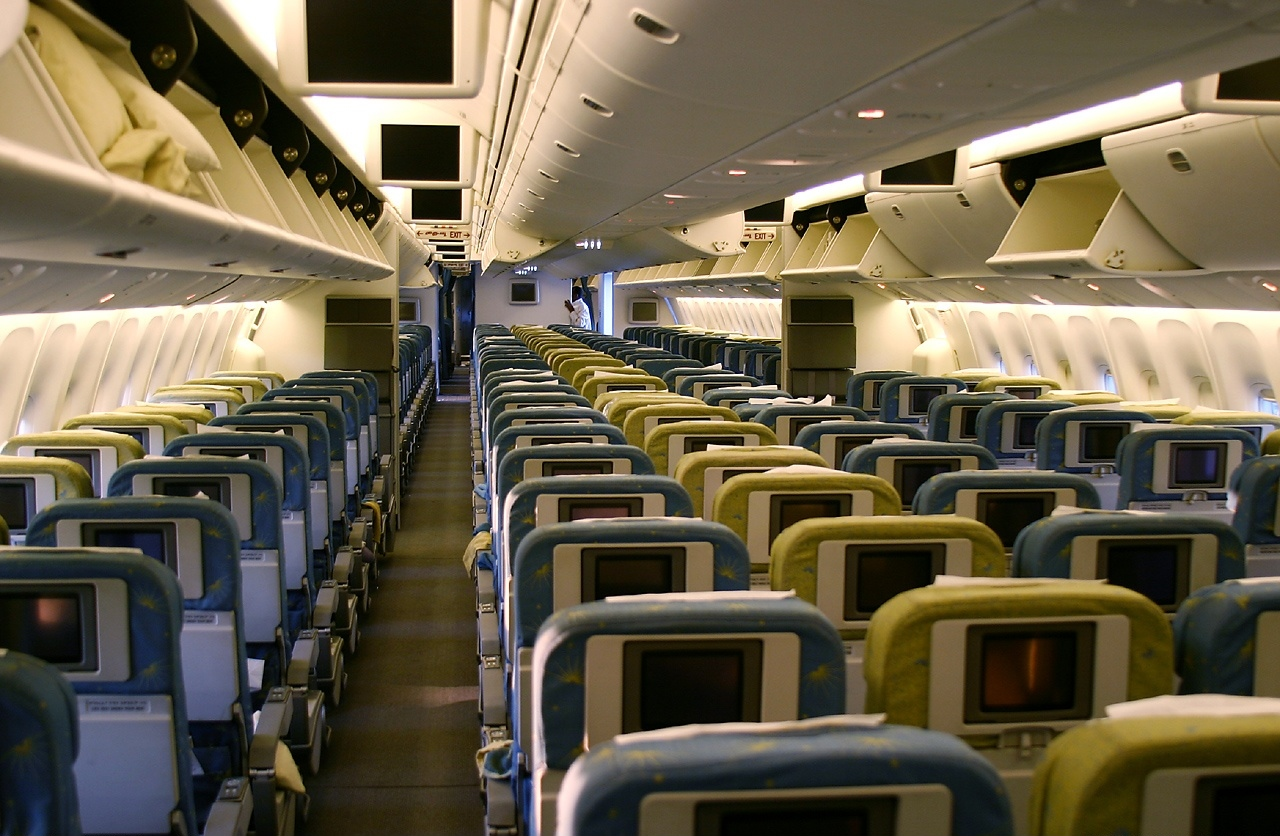
2-3-2座位布局容易提供出滿意的選位，是波音767獨特的地方

波音767的机舱是典型的双过道设计，公务舱安排六个座位，经济舱七个座位。经济舱标准的2-3-2座位布局中87%的座位都紧邻舷窗或过道，所有座位和过道之间都不超过一个座椅。767机舱最多可以容纳八列座椅，但会导致机舱变得异常狭窄，因而极少采用。
相比之前的机型，767机舱内平均每乘客的舱顶行李箱容积和盥洗室数量都有提升。机舱尾部安排了一个厨房，更便于地勤进行补给。舱门采用内嵌式设计，并可以加装电动辅助系统。
2011年，随着波音787的“天空内饰”机舱推出，波音767-400ER和1995年之後生產的波音777-300成为续波音737新世代、波音747-400、波音777-300ER和波音777-200LR后第五、六款允许装配的机型，并随后在所有的新767飞机上装配。新机舱配备了更大的行李架、天空内饰以及雕刻面板。老式767虽然无法更新至全新的“天空内饰”机舱，但可以将灯光照明系统更新为“天空内饰”照明系统。一些航空公司采用了另一种“增强机舱”，主要以最小的结构改动增加了曲面舱壁。

## 版本與衍生機種
波音767拥有三种长度的机身，分别为767-200、767-300和767-400型。最初的767-200型客机于1982年开始服役，之后767-300型在1986年服役。2000年，长途飞行型號767-400ER交付使用。767-200ER和767-300ER这两种长途飞行机型分别在1984和1988年投入使用。此外，货运机型767-300F在1995年出产，2013年波音又推出貨机新版767-2CFX。军事方面的机型包括波音E-767型预警机、KC-767、KC-46型空中加油机、AST計畫用機、和VIP运输机。
通常，波音及航空公司在提到这些机型时会简称为762、763。国际民航组织（ICAO）使用一套类似的编号系统，只在最前面加上制造商代号，即分别称作B762、B763和B764。

### 767-200

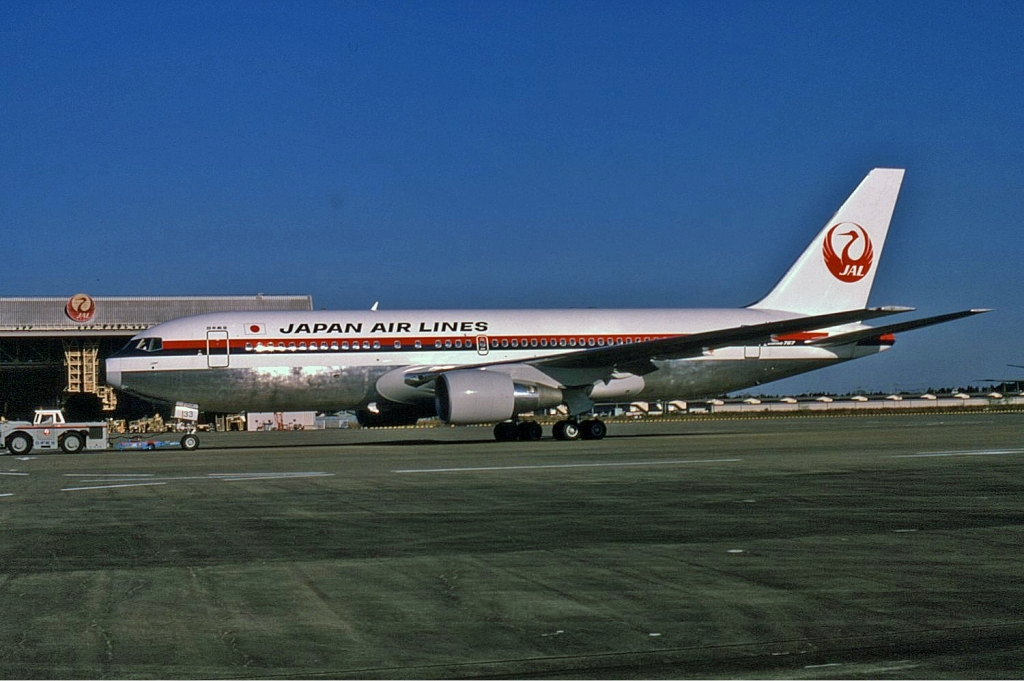
1985年日本航空的波音767-246

波音767的第一款型号767-200在1982年首先交付联合航空使用。这个型号主要用于执飞美国国内大型城市间的干线航线，如洛杉矶到华盛顿。1985年2月，767-200成为首架获得跨洋飞行许可（ETOPS）的双引擎客机。767-200客机共交付了128架；截至2011年7月，有64架飞机还在服役。同级别的竞争机型包括空中巴士A300和A310。在1980年代后期，767-200逐渐被767-200ER型取代而停止生产。
1998年，波音提供了一种767-200SF（特殊货机）型改装。以色列气空工业从2005年起获得许可进行这种改装，包括安装侧货舱门、加固主甲板和内部货物监视设备等。这款机型的定位是取代道格拉斯DC-8。

### 767-200ER

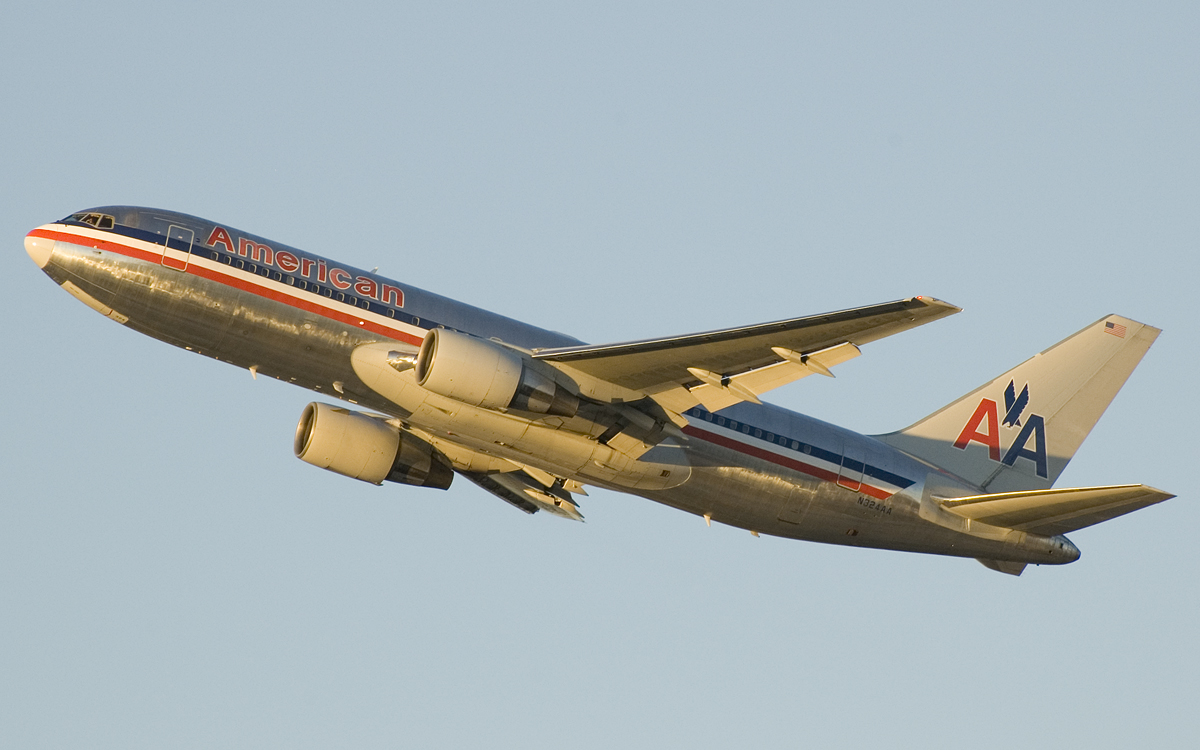
一架美国航空767-200ER飞机从洛杉矶国际机场起飞

767-200ER是这一系列的第一款延程飞行机型，1984年投入使用。这一型号增加了中央油箱，最大起飞重量达到395,000磅（179,000）。在早期，767-200ER使用了与200型相同的引擎，后来提供了普惠PW4000和通用电气CF6的发动机选择。767-200ER是首架完成了跨大西洋飞行的767飞机，并在1988年4月17日创下了双发客机的飞行记录。这次毛里求斯航空从哈利法克斯（Halifax）到路易港的飞行里程达到了8,727海里（16,162）.。
767-200ER目前有121架交付使用，没有更新的订单。截至2011年7月，还有64架飞机正在使用。这个型号的竞争者包括空中巴士A300-600R和A310-300。已在2013年停產。

### 767-300

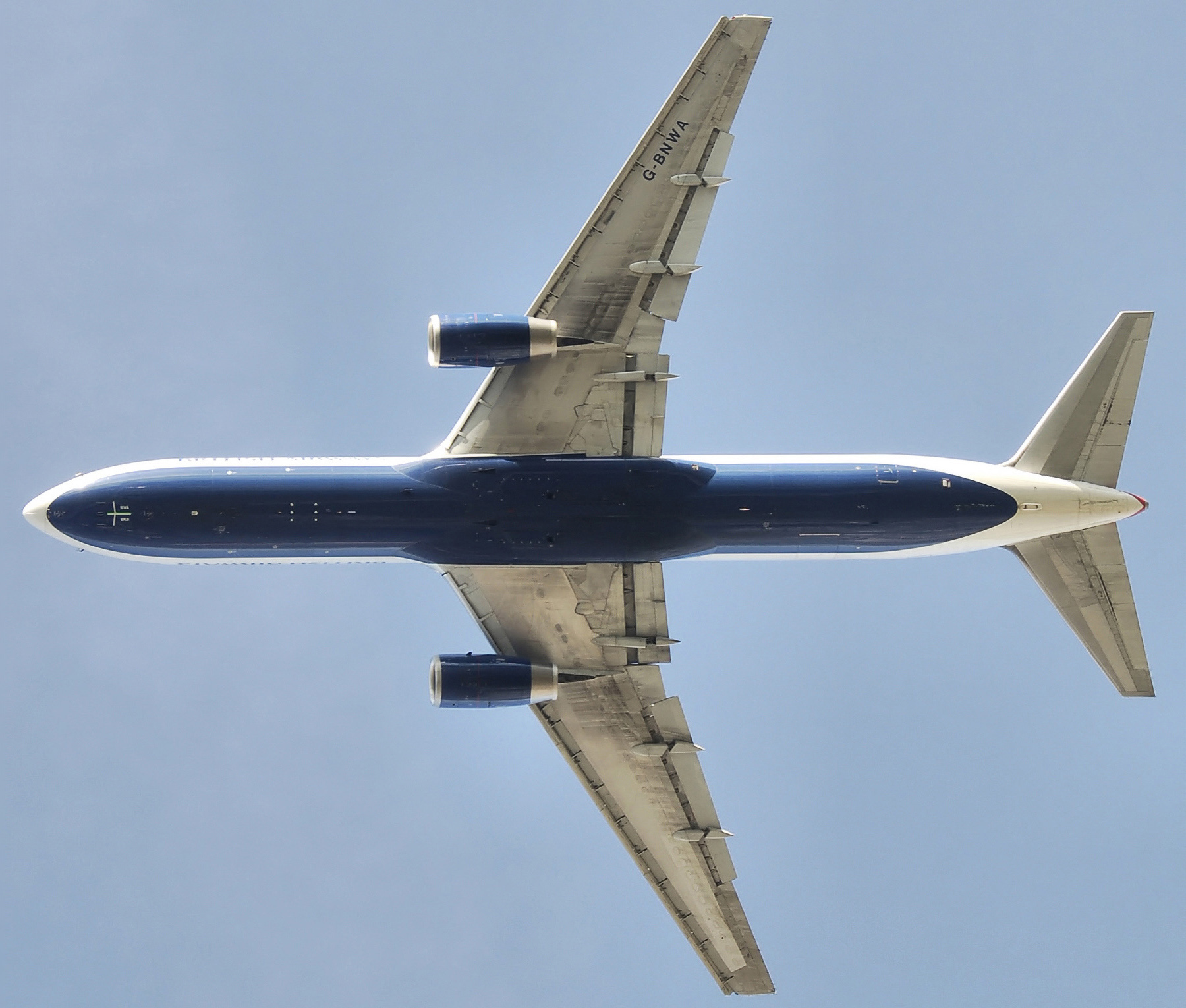
一架英国航空的767-300仰视图，可以看到展开的襟翼

767-200的加長型，1983年日本航空所訂購的。1986年1月14日首次飛行，並於同年9月25日開始交付予日本航空。-300型比-200型長了6.43公尺，載客能力和貨運容量分別增加了20%及31%。
值得一提的是，日本航空於1983年訂購的首批12架767-346客機，乃全球僅有12架配普惠 JT9D-7R4引擎的767-300客機。而日本航空之後訂購的767-346/-346ER客機，均是配通用 CF6-80C2引擎的。

### 767-300ER

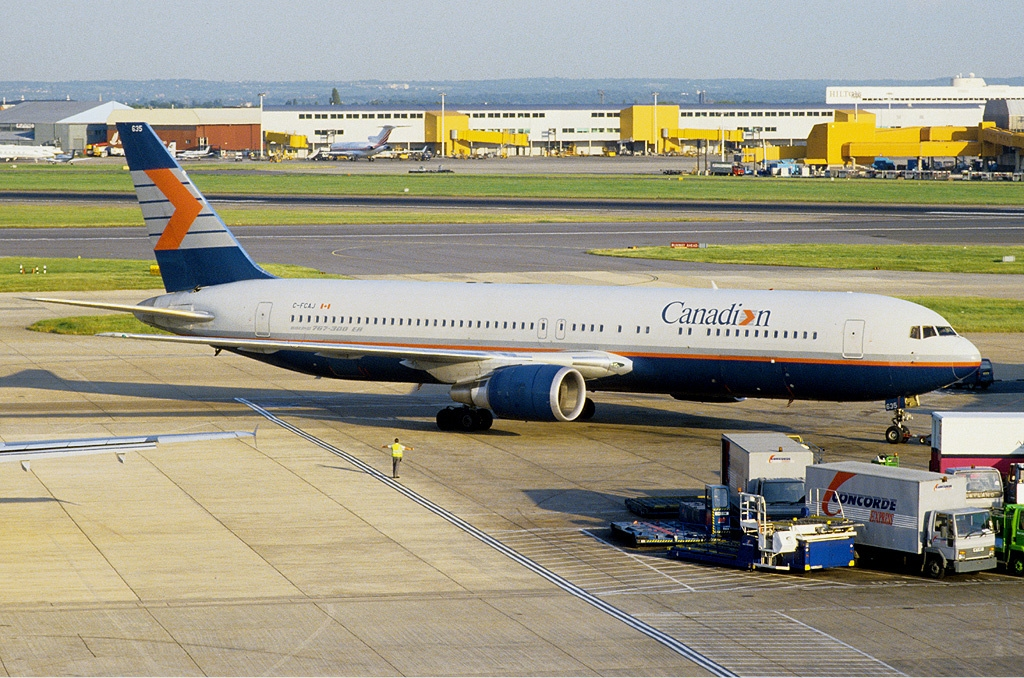
1994年加拿大國際航空的767-375ER

767-300的加大航程型（Extended-Range），1986年作首次飛行，但沒有航空公司訂購。直至1987年，美國航空才訂購了數架，並於1988年投入服務。從此，此型客機開始大量被航空公司採購，成為767家族產量最多的型號。1995年，長榮航空使用767-300ER作第一次飛行橫跨太平洋航線。767-300ER于波音787-8正式交付后宣布停产。
相较于767-300，767-300ER的機艙門／機翼太平門比例方面，可由客戶自行訂定，但兩者總和仍是4對（8隻）。可選如下：
1. 機門和太平門各2對（機門分別在駕駛艙後方和客艙尾部，機翼上設有2對相連的太平門；如日本航空、全日空、澳洲航空等），标准构型
2. 機門3對、太平門1對（機門分別在駕駛艙後方、機翼前和客艙尾部，機翼上只設1對太平門；如長榮航空（已全數退出機隊）、新畿內亞航空）
3. 機門4對（分別在駕駛艙後方、機翼前、機翼後和客艙尾部，其中機翼後的只作為緊急逃生用；如英國航空、皇家汶萊航空）
4. 機門4對、太平門1對（機門分別在駕駛艙後方和客艙尾部，機翼上設有2對相連的太平門，但靠机身前侧的太平门则被封住；此构型为聯合航空在标准构型基础上修改而来）

### 767-300F
767-300ER的貨機型，也是767系列现在唯一还在生产的型号。雖然767的機身闊度不足，限制了它在全貨機的發展。但在1993年，美國聯合包裹服務公司（UPS）還是一口氣訂購了30架，並於1995年10月交付UPS。而在2007年初，UPS再向波音訂購多27部767貨機，令整個767系列的總訂單突破1,000架。除了UPS，部分航空公司亦有購買少量的767貨機，當中包括全日空、智利航空、韓亞航空、中原龍浩航空等。
截至2007年3月為止，767貨機共收到83架訂單，其中在2007年共收到36架訂單。

#### 767-300 BCF
另外，由於787投產後，預期會有大量的767將會被淘汰。為了協助767的客戶處理手上的767客機，波音於2005年宣佈啟動「767-300改裝貨機」計劃，即767-300 BCF。由客機改裝為貨機，機身左側前方將加開一道貨艙門，地板及機身結構被加強，加設貨物搬運系統、地面嵌板、貨艙軌道、牆壁及天花板佈置等。改裝後的767-300BCF擁有54公噸的載重量及5,390公里的最大航程，等同於一架767-300F貨機。波音於2005年11月1日宣佈全日空為首家-300BCF客戶，簽約改裝3架767-300型客機並保留4架選擇權。第一架767-300BCF貨機預計將於2007年至2008年初交付。

#### 767-300 BDSF
除了波音以外，以色列航太工業亦自行推出了將767客機改裝為貨機的計劃，名為767-300 BDSF。

### 767-400ER

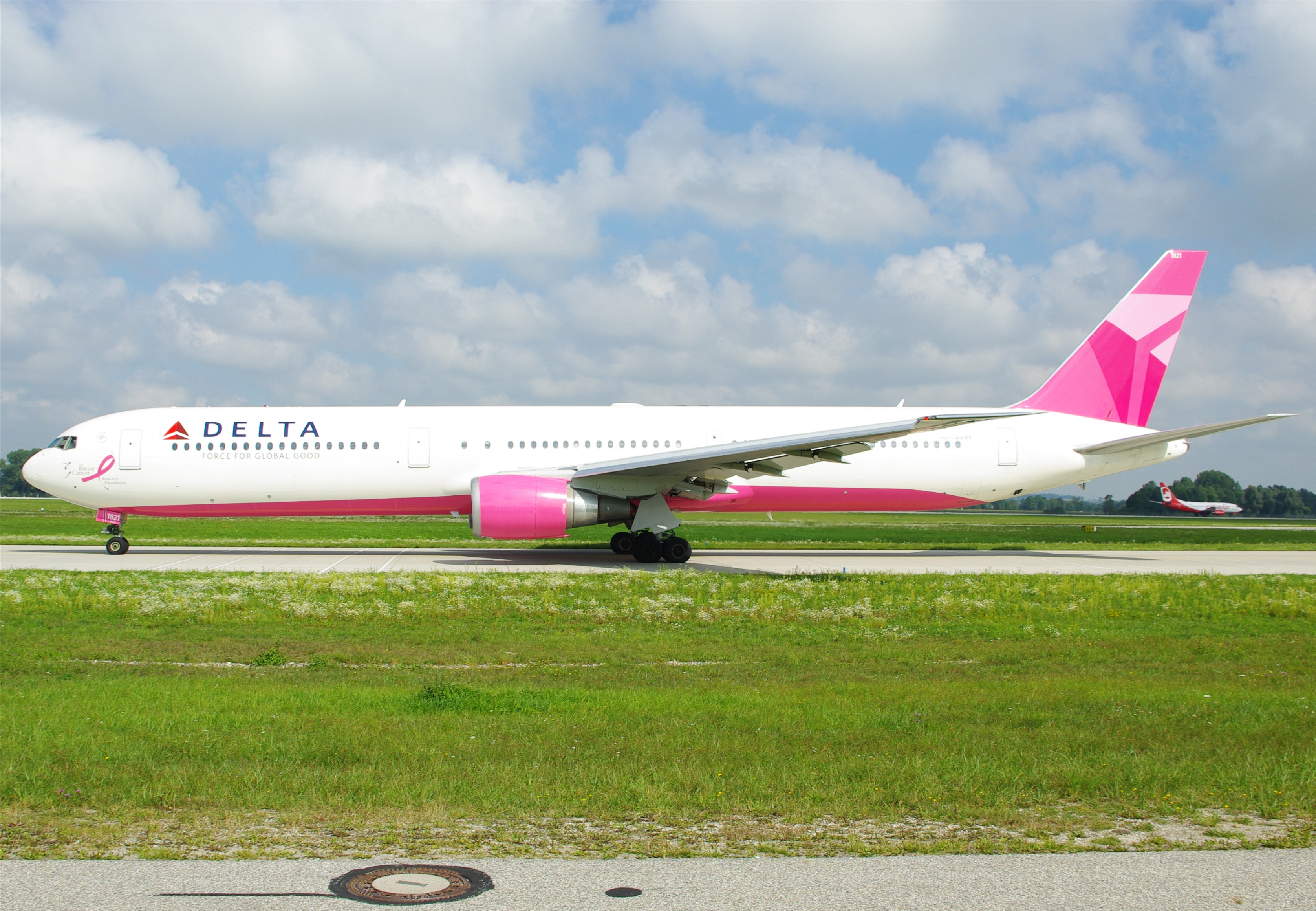
達美航空767-400ER（第一代乳腺癌研究基金會特别塗裝）

另一加大航程型（Extended-Range）的767衍生版（註：波音並沒有推出非長程型的767-400機型），供達美航空及美國大陸航空取代旗下的洛克希德L-1011三星客機及麦道DC-10。767-400ER一开始生產，便改用了與777相同的波音概念機艙（2011年后允许加装天空内饰）及圓形窗口。
第一架767-400ER於2000年交付大陆航空。另外波音曾研究一款名為767-400ERX的客機，目的是為達到肯尼亞航空的特定要求。767-400ERX擁有-400ER的機身，但卻有-300ER的續航距離。但由於肯尼亞航空最後取消了767-400ERX的訂單，改為訂購波音777，連帶也使767-400ERX計劃中途夭折。
由于767-400ER在推出后不久就发生了九一一恐怖袭击事件，导致其销量十分惨淡，甚至出现了仅美国及巴林兩国购买的局面，波音767-400ER仅在售出了38架（包含原為E-10預警機樣機的一架巴林政府專機）后即告停产。这使得767-400ER最终成为波音自其首架喷气式客机（波音707-100）产出以来最失败的机型，其销量甚至还低于在1987年停产，仅售出45架的波音747SP。

### 767X/XF
2019年10月10日，媒體報導波音正研究开发767的新一型号：767X系列。767X将在767-400ER的基础上改用通用电气GEnx引擎，并将重新设计起落架，同时座舱也将升級至波音与罗克韦尔·柯林斯于2018年推出的新版玻璃座舱。
若決定投產，767X系列将于2020年代中期推出。研究主要集中於货运型号，而客运型号可能会成为廉价的NMA替代品。

### E-767空中預警機
E-767是以767-200ER為基礎所開發的空中預警機版本，以作為日本自衛隊的機載空中警報控制系統（AWACS）平台，可說是美國空軍以波音707為基礎所開發的E-3空中預警機之767-200ER版本。

### KC-767空中加油機
是以767-200ER為藍本的空中加油機，現由意大利空軍及日本自衛隊使用。美國空軍曾表示對KC-767感興趣，曾檢討有關租用100架 KC-767 的合約，但因波音公司高層人士貪污而放棄。其後，英國皇家空軍及澳洲皇家空軍捨棄KC-767，而選擇空中巴士A330 MRTT。

### KC-46空中加油机
即KC-767。为防止之前波音贪污事件影响而更名为KC-46。该机型已于2019年初首飞。
2019年，在波音737 MAX停飞事件发生后不久，KC-46被曝光出使用了与波音737 MAX相同的MCAS系统，目前波音尚未作出回应。

## 运营商

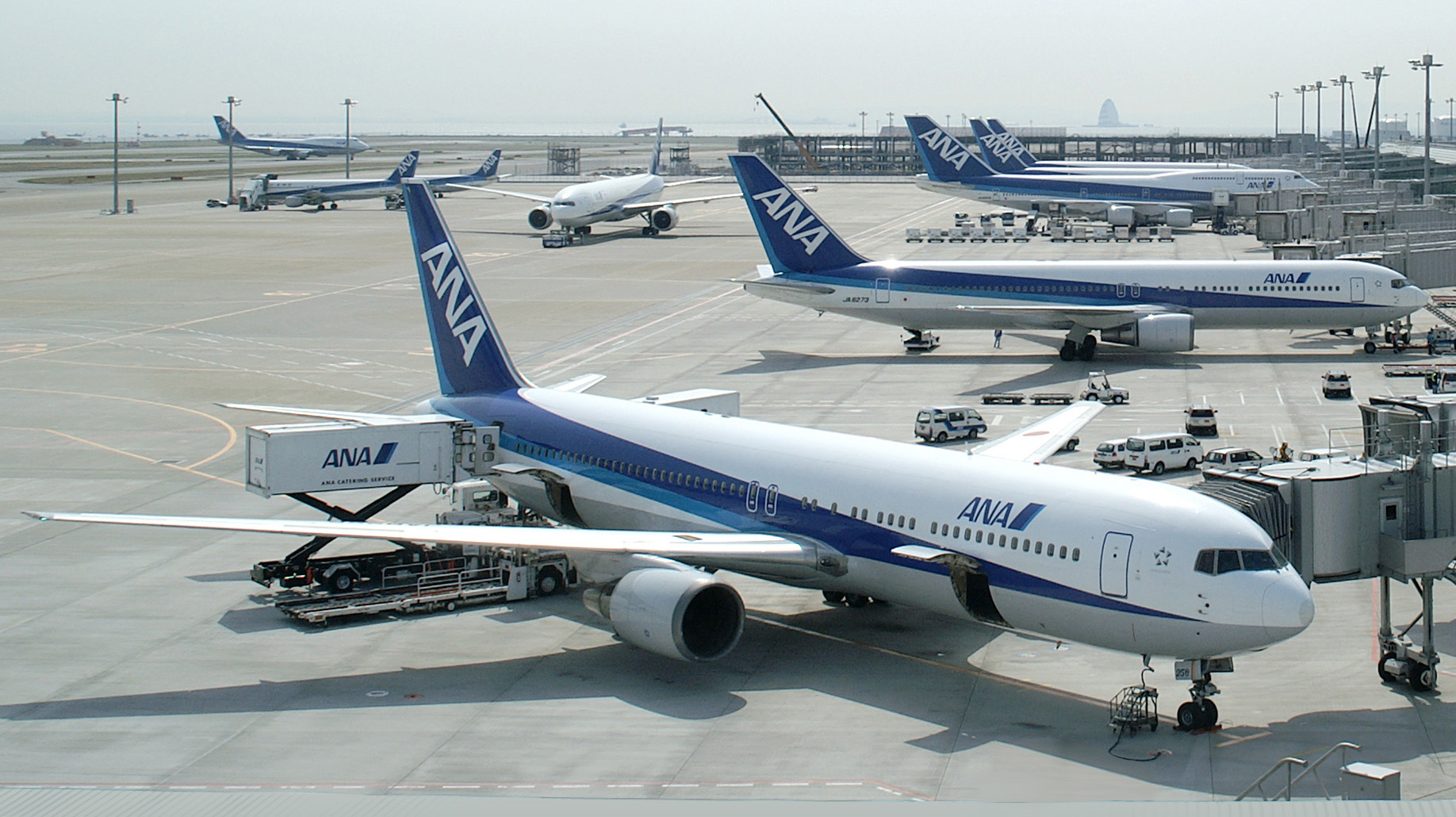
一架停在东京国际机场的全日空 767-300

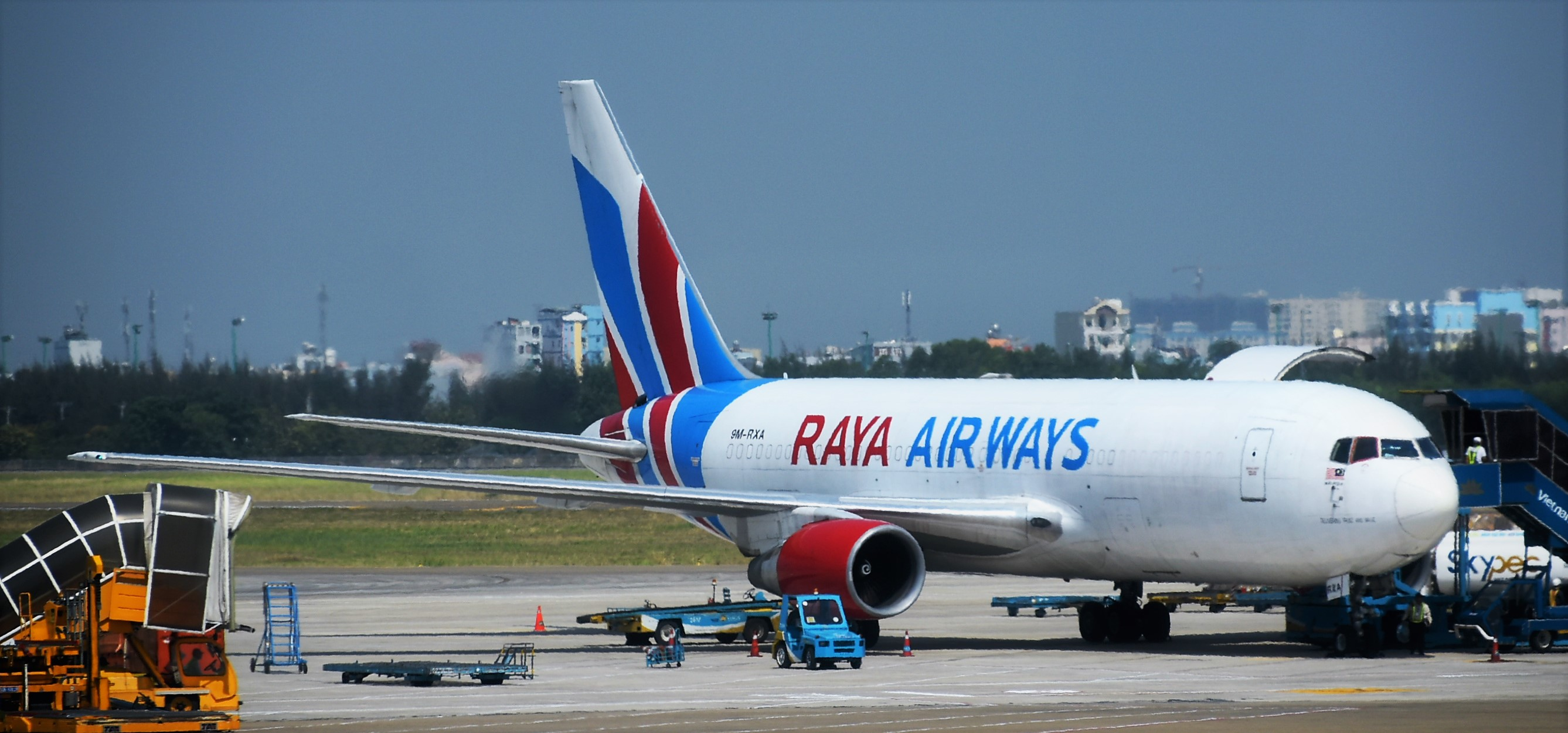
拉亚航空首架波音767-223(BDSF) (9M-RXA)

订购波音767数量最多的航空公司包括达美航空、美国航空和全日空。截至2011年12月，最大的客户达美航空已经订购了117架767飞机，同时它也是唯一一个订购过全部变种机型的767客户。波音767货机最大的客户是UPS航空，目前已经订购了59架767货机。
截至2011年7月，波音767共有837架正在服役。
截至2018年7月，波音767共有776架正在服役。

### 订单及交付数量
| 年份 | 总计  | 2020 | 2019 | 2018 | 2017 | 2016 | 2015 | 2014 | 2013 | 2012 | 2011 | 2010 | 2009 | 2008 | 2007 | 2006 | 2005 | 2004 | 2003 | 2002 | 2001 | 2000 | 1999 | 1998 |
| ---- | ----- | ---- | ---- | ---- | ---- | ---- | ---- | ---- | ---- | ---- | ---- | ---- | ---- | ---- | ---- | ---- | ---- | ---- | ---- | ---- | ---- | ---- | ---- | ---- |
| 订单 | 1,279 | 9    | 26   | 40   | 15   | 26   | 49   | 4    | 2    | 22   | 42   | 3    | 7    | 24   | 36   | 10   | 19   | 8    | 11   | 8    | 40   | 9    | 30   | 38   |
| 交付 | 1,196 | 20   | 43   | 27   | 10   | 13   | 16   | 6    | 21   | 26   | 20   | 12   | 13   | 10   | 12   | 12   | 10   | 9    | 24   | 35   | 40   | 44   | 44   | 47   |

| 年份 | 1997 | 1996 | 1995 | 1994 | 1993 | 1992 | 1991 | 1990 | 1989 | 1988 | 1987 | 1986 | 1985 | 1984 | 1983 | 1982 | 1981 | 1980 | 1979 | 1978 |
| ---- | ---- | ---- | ---- | ---- | ---- | ---- | ---- | ---- | ---- | ---- | ---- | ---- | ---- | ---- | ---- | ---- | ---- | ---- | ---- | ---- |
| 订单 | 79   | 43   | 22   | 17   | 54   | 21   | 65   | 52   | 100  | 83   | 57   | 23   | 38   | 15   | 20   | 2    | 5    | 11   | 45   | 49   |
| 交付 | 42   | 43   | 37   | 41   | 51   | 63   | 62   | 60   | 37   | 53   | 37   | 27   | 25   | 29   | 55   | 20   | 0    | 0    | 0    | 0    |

波音767的訂單和交付（按年累計）： 

 訂購數量
 交付數量
- 数据截至2020年9月30日，来自波音公司[118][1][81][119][120][121]

## 事故

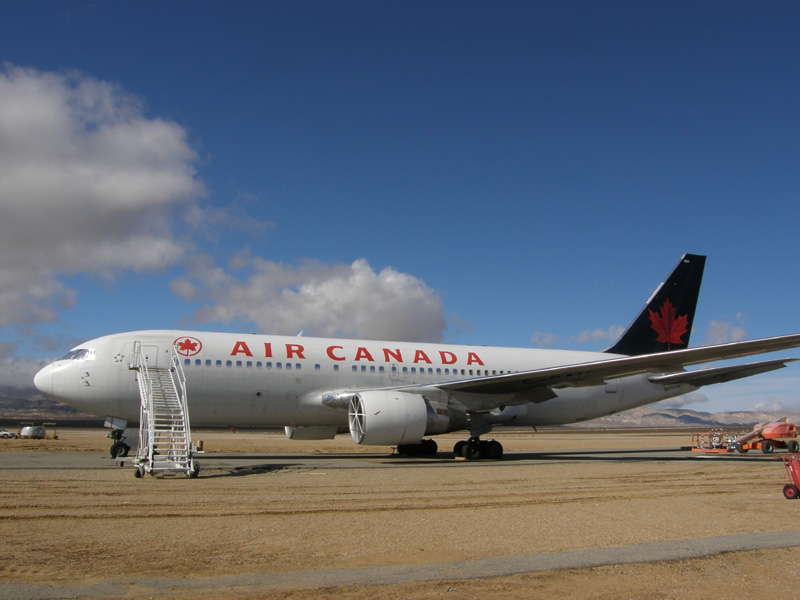
加航的“基米尼滑翔機”修復后一直服役至2008年

- 1983年7月23日，加拿大航空143號班機（767-233）由於計算錯誤，未加足夠的燃油導致高空中引擎熄火，最後仍平安降落於馬尼托巴省吉米尼（Gimli）一個空置的軍用機場（其實已改作小型賽車場用）內，10人在滑出緊急逃生梯時擦傷手腳，無人死亡。
- 1991年5月26日，劳达航空004號班機（767-3Z9ER）於泰國上空失事解體，全機223人死亡。這是767客機發生的首宗致命空難，亦是767客機死伤最慘重空難。
- 1996年11月23日，埃塞俄比亞航空961號班機（767-260ER）於肯尼亚上空遭劫機，最後因燃料耗盡於科摩羅莫羅尼附近的沙灘進行海上迫降，客機解體，全機175人中有131人死亡。
- 1999年10月31日，埃及航空990號班機（767-366ER）从纽约肯尼迪机场起飞后墜毀于大西洋，機上217人全部罹難。美國的調查報告指出失事原因是機長刻意將飛機墜毀自殺；埃及方面反駁并称原因是飞机故障。事件至今仍未有一個確實答案。
- 2001年9月11日，在九一一襲擊事件中，撞向美国紐約世貿中心两座雙子塔的兩架飛機均为767-200型客机。事件导致美國航空11號班機（767-223ER）及聯合航空175號班機（767-222）兩機上共276人，及双子塔内和其他地面人员约2,820人死亡。
- 2002年4月15日，中國國際航空129號班機（767-2J6ER）於韩国釜山金海国际机场降落時由於機組失误，在降落時轉彎途中撞山墜毀，機上167人中有139人死亡,僅28人生還。
- 2011年11月1日，LOT波蘭航空16號班機（767-35DER）在華沙蕭邦機場因起落架無法放下而強行以機腹著陸，機上221人無一傷亡，但飞机因事故报废。
- 2016年10月28日，美國航空383號班機（波音767-300ER）在芝加哥奥黑尔国际机场準備起飛時，因為发动机非包容性故障起火，机组中止起飞后进行疏散，機上170名乘客及機組人員及時逃生，21人受輕傷，飞机于事故后报废[122]。
- 2019年2月23日，亞特拉斯航空3591號班機（波音767-375BCF）在休斯顿乔治·布什洲际机场准备降落时，于休斯顿东南部三一湾坠毁，机上3人全部遇难。[123]事故后调查认为坠机原因是机组失误。

## 瑣事

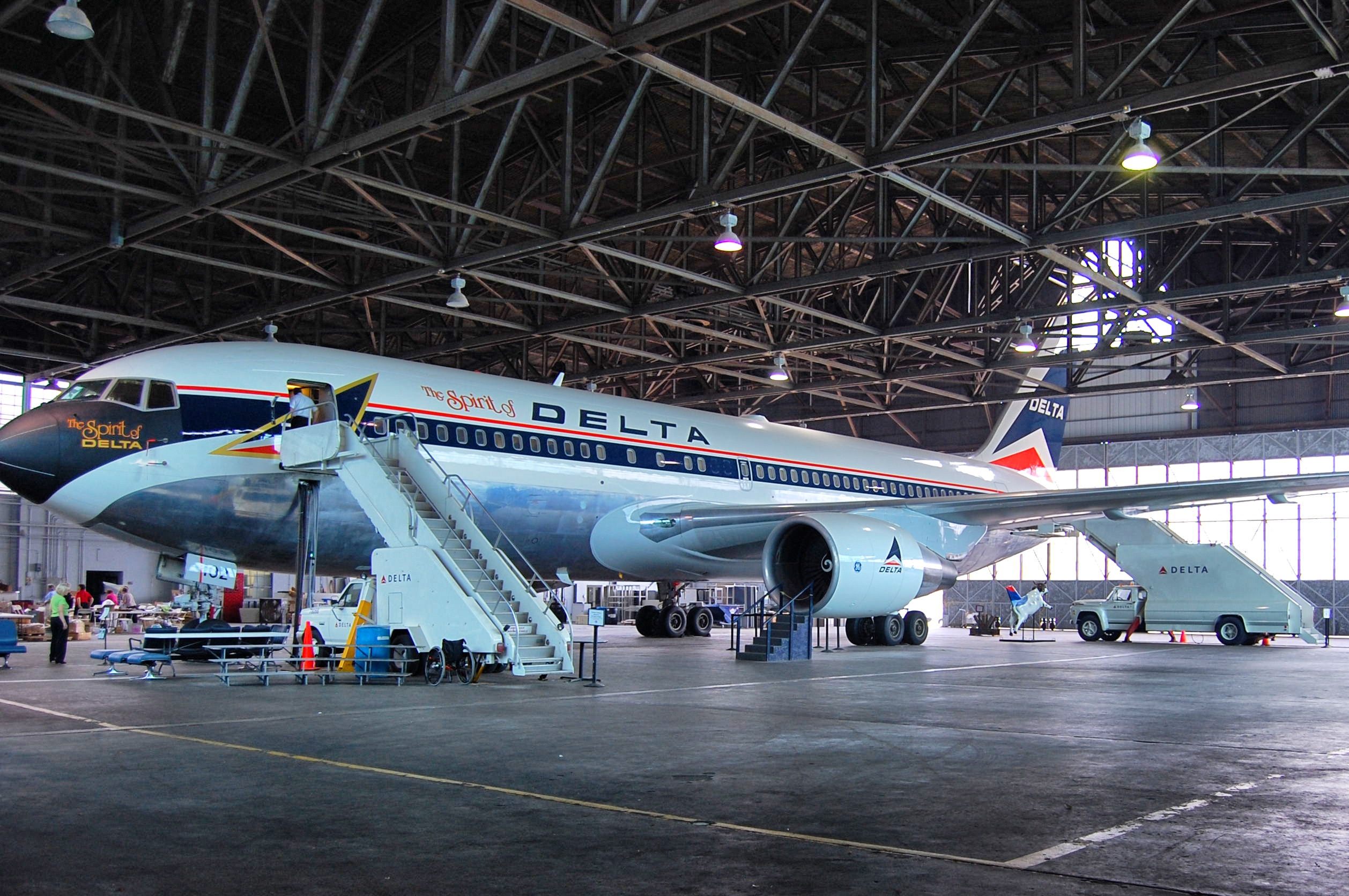
达美航空的“达美精神号”波音767-232（N102DA）现于达美航空博物馆展出

- 跟757一樣，波音在設計767時，曾有將尾翼設計成「T」型的初稿。但最後亦跟757一樣，改用傳統尾翼設計。
- 767雖然在型號上較757為後，但卻比757更早首飛及投入商業營運。767的首飛日期為1981年9月26日，首次交付客戶（聯合航空）為1982年8月19日；757於1982年2月19日首飛，同年12月22日交付客戶（美國東方航空）。
- 達美航空為擁有最多波音767的航空公司，大約有102架-300、-300ER、-400ER，而旗下的-200型號已於2006年春季退役，而-300 (ER)和-400ER因2019冠狀病毒病疫情導致全球航空業受影響而開始逐步退役。
- 中國商用飛機持有一架二手的波音767，並停放於浦東工廠內，以用作逆向工程及進行航電系統的地面測試之用。
- 較新的767-200、767-300及767-400ER的客艙設計均為波音777款式，名為 Boeing Signature Interior。767-400ER更附設與波音777同樣大小的窗。而达美航空的部分波音767更是换用了“天空内饰”。
- 美國航空為旗下的一架波音767-300ER安裝類似波音757的翼尖小翼，高11呎，乃波音767的第一次。於高油價時代，此翼尖小翼能改善油耗表現，節省4-5%燃油，令飛機能多飛360海里（666公里或414.3英里）、最大起飛重量增加12,000磅。
- 2000年江泽民专机被装窃听器事件，中國联航以1.2亿美元购得一架波音767-300ER作为江泽民专机，注册号B-4025属空军34师100团。飞机在试飞时发出异常电波声，在该机预定首航几天之前发现窃听器，它们被安装在洗手间、走廊，甚至主人房的床头板内而且透过卫星监控，装置相当精密。美国中央情报局、美国驻华大使馆、中国航空补给品进出口公司和中国联合航空公司均拒绝评论此事[124]。由于担心此飞机对国家安全的影响，此架飞机转售中国国际航空并将注册号改为B-2499，作普通民航客机使用，直至2012年3月底退役，封存一段时间后于2014年4月转售至哈萨克斯坦星期天航空。
- 2008年5月，一架泰国天星航空公司的767客机（注册号：HS-SSD）从美国飞往广州白云国际机场，并在广州飞机维修工程有限公司里面进行维修，原定计划维修后于同年11月20日前送返泰国。恰逢全球经济危机突如其来，重创了泰国的旅游市场，天星航空也在这次危机里遭受重创，继而破产。因此，航空公司没法支付维修费用，该飞机的维修工作没法进行，之后该飞机的注册号失效，没法出境。受到各种条件限制，这架767只好被放置在机场一旁，一放就是四年，维修公司因此遭受损失。四年后，机场海关为了突破维修公司的困境，先后组织各方专家商讨解决方案，最后一致决定对飞机进行拆解处理。2012年12月18日，一架钩机把机械臂伸向对这架满布灰尘的767。为了让拆解工作顺利进行，机体内所有零件、发动机、起落架早已拆除，仅剩一副壳体，飞机也是用一堆木头支撑着。2013年1月，该飞机正式解体销毁。
- 2019年3月22日，在波音737 MAX被禁飞后不久，基于波音767-200改造的波音KC-46被USAF曝光出也使用着与波音737 MAX相同的MCAS系统，目前波音尚未作出回应。[125]

## 性能規格
| 機型                                 | 767-200                                                                                       | 767-200ER                                                        | 767-300                                                          | 767-300ER                                                                         | 767-300F                                                                          | 767-400ER                                                        |
| ------------------------------------ | --------------------------------------------------------------------------------------------- | ---------------------------------------------------------------- | ---------------------------------------------------------------- | --------------------------------------------------------------------------------- | --------------------------------------------------------------------------------- | ---------------------------------------------------------------- |
| 首飛日期                             | 1981年9月                                                                                     | 1984年3月                                                        | 1986年1月                                                        | 1986年11月                                                                        | 1995年10月                                                                        | 1999年10月                                                       |
| 座位數                               | 181（3級） 224（2級） 255 ~ 290（1級）                                                        | 181（3級） 224（2級） 255 ~ 290（1級）                           | 218（3級） 269（2級） 351（1級）                                 | 218（3級） 269（2級） 351（1級）                                                  | n/a                                                                               | 245（3級） 304（2級） 375（1級）                                 |
| 載貨量                               | 2,875立方呎（81.4立方公尺） 22 LD2s                                                           | 2,875立方呎（81.4立方公尺） 22 LD2s                              | 3,770立方呎（106.8立方公尺） 30 LD2s                             | 3,770立方呎（106.8立方公尺） 30 LD2s                                              | 16,034立方呎（454立方公尺） 30 LD2s + 24貨板                                      | 4,580立方呎（129.6立方公尺） 38 LD2s                             |
| 長度                                 | 48.5公尺                                                                                      | 48.5公尺                                                         | 54.9公尺                                                         | 54.9公尺                                                                          | 54.9公尺                                                                          | 61.4公尺                                                         |
| 翼展                                 | 47.57公尺                                                                                     | 47.57公尺                                                        | 47.57公尺                                                        | 47.57公尺                                                                         | 47.57公尺                                                                         | 51.82公尺                                                        |
| 機身高                               | 5.41公尺                                                                                      | 5.41公尺                                                         | 5.41公尺                                                         | 5.41公尺                                                                          | 5.41公尺                                                                          | 5.41公尺                                                         |
| 機身寬                               | 5.03公尺                                                                                      | 5.03公尺                                                         | 5.03公尺                                                         | 5.03公尺                                                                          | 5.03公尺                                                                          | 5.03公尺                                                         |
| 輪距                                 | 19.69公尺                                                                                     | 19.69公尺                                                        | 22.76公尺                                                        | 22.76公尺                                                                         | 22.76公尺                                                                         | 26.2公尺                                                         |
| 航距                                 | 3,950海里 （7,300公里） 跨大西洋                                                              | 6,590海里 （12,200公里） 跨太平洋                                | 3,950海里 （7,300公里） 跨大西洋                                 | 5,975海里 （11,065公里） 跨太平洋                                                 | 3,255海里 （6,025公里） 跨洲際                                                    | 5,625海里 （10,415公里） 跨太平洋                                |
| 巡航速率                             | 0.80馬赫（470節（海里），530mph，851km/h）（於35,000呎巡航高度）                              | 0.80馬赫（470節（海里），530mph，851km/h）（於35,000呎巡航高度） | 0.80馬赫（470節（海里），530mph，851km/h）（於35,000呎巡航高度） | 0.80馬赫（470節（海里），530mph，851km/h）（於35,000呎巡航高度）                  | 0.80馬赫（470節（海里），530mph，851km/h）（於35,000呎巡航高度）                  | 0.80馬赫（470節（海里），530mph，851km/h）（於35,000呎巡航高度） |
| 最高巡航速率                         | 0.86馬赫（493節（海里），568mph，913km/h）（於35,000呎巡航高度）                              | 0.86馬赫（493節（海里），568mph，913km/h）（於35,000呎巡航高度） | 0.86馬赫（493節（海里），568mph，913km/h）（於35,000呎巡航高度） | 0.86馬赫（493節（海里），568mph，913km/h）（於35,000呎巡航高度）                  | 0.86馬赫（493節（海里），568mph，913km/h）（於35,000呎巡航高度）                  | 0.86馬赫（493節（海里），568mph，913km/h）（於35,000呎巡航高度） |
| 最高巡航高度                         | 43,100呎（13,137m）                                                                           | 43,100呎（13,137m）                                              | 43,100呎（13,137m）                                              | 43,100呎（13,137m）                                                               | 43,100呎（13,137m）                                                               | 43,100呎（13,137m）                                              |
| 起飛所需跑道長度（於最大起飛重量時） | 5,600呎（1,710公尺）                                                                          | 5,600呎（1,710公尺）                                             | 7,900呎（2,410公尺）                                             | 7,900呎（2,410公尺）                                                              | 7,900呎（2,410公尺）                                                              | 9,501呎（2,896公尺）                                             |
| 最大滑行重量                         | 143,789公斤                                                                                   | 179,623公斤                                                      | 159,665公斤                                                      | 187,334公斤                                                                       | 187,334公斤                                                                       | 204,570公斤                                                      |
| 最大起飛重量                         | 315,000磅 （142,880公斤）                                                                     | 395,000磅 （179,170公斤）                                        | 350,000磅 （158,760公斤）                                        | 412,000磅 （186,880公斤）                                                         | 412,000磅 （186,880公斤）                                                         | 450,000磅 （204,120公斤）                                        |
| 最大著陸重量                         | 123,337公斤                                                                                   | 136,078公斤                                                      | 136,078公斤                                                      | 145,150公斤                                                                       | 147,871公斤                                                                       | 158,757公斤                                                      |
| 無燃油最大重量                       | 113,398公斤                                                                                   | 117,934公斤                                                      | 126,099公斤                                                      | 133,810公斤                                                                       | 140,160公斤                                                                       | 149,685公斤                                                      |
| 最大燃油容量                         | 63,217升                                                                                      | 91,380升                                                         | 63,216升                                                         | 91,380升                                                                          | 91,380升                                                                          | 91,370升                                                         |
| 空重                                 | 80,127公斤                                                                                    | 82,377公斤                                                       | 86,069公斤                                                       | 90,011公斤                                                                        | 86,183公斤                                                                        | 103,872公斤                                                      |
| 最大貨運容量                         | 86.9立方公尺                                                                                  | 86.9立方公尺                                                     | 114.1立方公尺                                                    | 114.1立方公尺                                                                     | 454立方公尺                                                                       | 138.9立方公尺                                                    |
| 發動機（x2）                         | 普惠（Pratt & Whitney）JT9D-7R4 普惠PW4052／4056 通用（General Electric）CF6-80A 通用CF6-80C2 | 普惠（Pratt & Whitney）JT9D-7R4 普惠PW4052／4056 通用CF6-80C2    | 普惠JT9D-7R4 普惠PW4056 通用CF6-80A 通用 CF6-80C2                | 普惠PW4056／4060 通用CF6-80C2 勞斯萊斯（Rolls-Royce）RB211-524H                   | 普惠PW4056／4060 通用CF6-80C2 勞斯萊斯（Rolls-Royce）RB211-524H                   | 普惠PW4062 通用CF6-80C2                                          |
| 發動機推力（x2）                     | 通用：50,000磅（222千牛）                                                                     | 普惠：63,300磅（282千牛） 通用：62,100磅（276千牛）              | 普惠：50,000磅（220千牛）                                        | 普惠：63,300磅（282千牛） 通用：62,100磅（276千牛） 勞斯萊斯：59,500磅（265千牛） | 普惠：63,300磅（282千牛） 通用：62,100磅（276千牛） 勞斯萊斯：59,500磅（265千牛） | 普惠：63,300磅（282千牛） 通用：63,500磅（282千牛）              |

資料來源：Boeing 767 specifications, Boeing 767 airport report, Airliners.net 767 pages.

### 波音产品线
- B707 - B717 - B720 - B727 - B737 - B747 - B757 - B767 - B777 - B787

### 類似機型
- 空中客車A300

### 引用
1. 1 2 3 4 5  . Boeing. May 2012  [2011-06-17]. （原始内容存档于2015-12-31）.
2. 1 2 3 4  . Boeing.   [2010-12-14]. （原始内容存档于2012-08-31）.
3. 1 2  .   [2012-02-25]. （原始内容存档于2011-08-21）.
4. ↑  Eden 2008，第104–05.頁
5. 1 2 3 4 5 6 7 8  Eden 2008，第102–03.頁
6. ↑  Sutter 2006，第103.頁
7. 1 2 3 4 5 6  Norris & Wagner 1998，第156–57.頁
8. 1 2 3 4 5 6 7 8 9 10 11 12 13  Velupillai, David. . Flight International: 436–37, 439, 440–41, 445–48, 453. 1981-08-08  [2011-07-30]. （原始内容存档于2018-11-05）.
9. 1 2 3 4  Norris & Wagner 1998，第156.頁
10. 1 2 3 4 5  Norris & Wagner 1999，第20–21.頁
11. 1 2 3 4 5 6  Eden 2008，第103.頁
12. 1 2 3  Norris & Wagner 1999，第18–19.頁
13. ↑  Davies 2000，第103.頁
14. 1 2  Norris & Wagner 1998，第143.頁
15. ↑  Birtles 1999，第8.頁
16. ↑  Becher 1999，第24.頁
17. ↑  Donald 1997，第173.頁
18. 1 2 3 4 5  Norris & Wagner 1998，第159–60.頁
19. 1 2 3 4  Norris & Wagner 1999，第23.頁
20. 1 2 3 4 5  Norris & Wagner 1999，第21–22.頁
21. 1 2  Norris & Wagner 1998，第160.頁
22. 1 2  Sutter 2006，第241–46.頁
23. ↑  Haenggi 2003，第29.頁
24. ↑  Birtles 1999，第14.頁
25. 1 2   (PDF). Boeing: 4–5, 9–14, 23, 28, 32, 35, 37. June 2010  [2011-07-29]. （原始内容存档 (PDF)于2011-06-29）.
26. ↑  Norris & Wagner 1998，第158.頁
27. 1 2  . Boeing.   [2011-07-29]. （原始内容存档于2011-08-07）.
28. ↑  Becher 1999，第32.頁
29. 1 2  Becher 1999，第33.頁
30. ↑  Wilson 2002，第117.頁
31. 1 2  Velupillai, David. . Flight International. 1983-01-02  [2011-02-02]. （原始内容存档于2019-02-12）.
32. ↑  Shaw 1999，第64.頁
33. 1 2 3  Norris & Wagner 1998，第161–62.頁
34. 1 2  Birtles 1999，第16–18, 27.頁
35. 1 2  Birtles 1999，第49–52.頁
36. 1 2  Sweetman, Bill. . Flight International. 1982-03-20  [2011-07-15]. （原始内容存档于2018-06-19）.
37. 1 2  Haenggi 2003，第31–5.頁
38. 1 2  Birtles 1999，第49–53.頁
39. ↑  Birtles 1999，第55–58.頁
40. 1 2  Lynn, Norman. . Flight International. 1983-04-02  [2011-01-20]. （原始内容存档于2018-11-05）.
41. 1 2 3 4 5 6 7 8 9  Norris & Wagner 1998，第163.頁
42. 1 2 3 4 5 6 7 8  . Boeing.   [2011-07-30]. （原始内容存档于2011-08-21）.
43. 1 2 3  Haenggi 2003，第38–40.頁
44. 1 2  Haenggi 2003，第42.頁
45. 1 2 3 4  Eden 2008，第103–04.頁
46. ↑  . Boeing. 2011  [2011-07-31]. （原始内容存档于2014-12-09）.
47. ↑  McKinzie, Gordon. . American Institute of Aeronautics and Astronautics.   [2011-07-01]. （原始内容存档于2009-06-01）.
48. 1 2 3  Norris & Wagner 2001，第11–13, 15.頁
49. ↑  Smil 1998，第28.頁
50. 1 2  Davies 2000，第88–89.頁
51. ↑  Norris & Wagner 2009，第12.頁
52. ↑  Birtles 1999，第27–28.頁
53. 1 2  Birtles 1999，第64.頁
54. ↑  Norris, Guy. . Flight International. 1995-05-24  [2011-12-26]. （原始内容存档于2018-12-07）.
55. ↑  Eden 2008，第105.頁
56. ↑  Frawley 2001，第63.頁
57. ↑  Birtles 1999，第44–45.頁
58. ↑  . Flight International. 1998-07-29  [2011-12-09]. （原始内容存档于2016-03-05）.
59. ↑  Guy, Norris. . Flight International. 1994-11-16  [2011-08-30]. （原始内容存档于2019-06-29）.
60. ↑  Becher 1999，第125.頁
61. 1 2 3  Norris & Wagner 1999，第116–21.頁
62. ↑  Birtles 1999，第40.頁
63. ↑  Lopez, Ramon. . Flight International. 1997-06-18  [2011-12-28]. （原始内容存档于2018-11-05）.
64. ↑  Norris, Guy; Kingsley-Jones, Max. . Flight International. 2003-01-04  [2011-07-30]. （原始内容存档于2020-05-08）.
65. ↑  Norris, Guy; Kelly, Emma. . Flight International. 2001-04-03  [2011-08-15]. （原始内容存档于2019-11-04）.
66. ↑  . Interavia Business & Technology. July 2001  [2011-12-29]. （原始内容存档于2012-07-12）.
67. ↑  Norris, Guy. . Flight International. 2006-11-07  [2011-08-30]. （原始内容存档于2010-04-01）.
68. ↑  Shalal-Esa, Andrea. . Reuters. 2010-02-24  [2011-12-26]. （原始内容存档于2012-11-13）.
69. ↑  McCarthy, John; Price, Wayne. (March 9, 2010). "Northrop pulls out of tanker bidding war." Florida Today, p. A1.
70. ↑  Wallace, James. . Seattle Post-Intelligencer. 2004-02-20  [2011-12-26]. （原始内容存档于2021-04-07）.
71. ↑  Hoyle, Craig. . Flight International. 2010-01-14  [2011-08-18]. （原始内容存档于2010-01-18）.
72. ↑  Norris & Wagner 2009，第32–35.頁
73. 1 2  . Flight International. 2011  [2011-07-30]. （原始内容存档于2011-09-06）.
74. ↑  Ionides, Nicholes. . Flight International. 2008-09-17  [2011-09-15]. （原始内容存档于2008-09-21）.
75. ↑  . Herald Sun. 2011-09-09  [2011-01-19]. （原始内容存档于2014-09-09）.
76. ↑  Goold, Ian. . MRO Management. June 2010  [2011-12-26]. （原始内容存档于2012-04-26）.
77. ↑  Walker, Karen. . Air Transport World. 2011-10-27  [2011-12-09]. （原始内容存档于2011-12-27）.
78. ↑  . Seattle Post-Intelligencer. 2007-02-05  [2011-08-19]. （原始内容存档于2021-04-07）.
79. ↑  Cassidy, Padraic. . MarketWatch. 2007-03-08  [2011-08-19]. （原始内容存档于2018-07-12）.
80. ↑  Thomas, Geoffrey. . Aviation Week & Space Technology. 2007-03-02  [2011-07-29]. （原始内容存档于2012-01-26）.
81. 1 2  . Boeing.   [2011-01-23]. （原始内容存档于2014-08-23）.
82. ↑  Ranson, Lori. . Flight International. 2008-07-22  [2011-08-19]. （原始内容存档于2009-05-23）.
83. ↑  Yeo, Ghim-Lay. . Flight Daily News. 2010-07-23  [2011-08-19]. （原始内容存档于2011-02-05）.
84. ↑  . Flight Daily News. 2007-06-20  [2011-08-19]. （原始内容存档于2020-05-08）.
85. ↑  Ostrower, Jon. . Air Transport Intelligence. 2011-02-03  [2011-02-06]. （原始内容存档于2011-02-06）.
86. ↑  . Flight International. 2010-12-01  [2011-01-20]. （原始内容存档于2020-05-08）.
87. 1 2  Dunlop, Michelle. . The Weekly Herald. 2011-03-06  [2011-07-30]. （原始内容存档于2012-06-15）.
88. ↑  . United Press International. 2008-01-03  [2011-12-26]. （原始内容存档于2020-09-19）.
89. ↑  Reed, Ted. . The Street. 2011-12-20  [2011-12-26]. （原始内容存档于2016-12-28）.
90. ↑  . 波音公司. 2024-10-11  [2024-10-28]. （原始内容存档于2025-07-25）.
91. ↑  Birtles 1999，第15–16.頁
92. ↑  Norris & Wagner 1999，第119, 121.頁
93. ↑  Wells & Clarence 2004，第252.頁
94. ↑  Birtles 1999，第20, 25.頁
95. ↑  Young, David (June 17, 1982). "767's maiden O'Hare landing is automatic". Chicago Tribune, p. 3.
96. ↑  . Federal Aviation Administration. 2007-09-13  [2011-07-29]. （原始内容存档于2011-07-21）. RVR 300, Runway Visual Range 300 meters.
97. ↑  Norris & Wagner 1999，第117.頁
98. ↑  Birtles 1999，第24.頁
99. ↑  Birtles 1999，第50.頁
100. ↑  Kane 2003，第553.頁
101. ↑  Haenggi 2003，第34.頁
102. ↑  Pace, Eric. . The New York Times. 1981-05-24  [2011-02-01].
103. ↑  Davis, Elizabeth. . Frontiers. April 2003  [2011-08-19]. （原始内容存档于2021-02-16）.
104. ↑  Norris & Wagner 1999，第122.頁
105. ↑  . Boeing. 2005-03-09  [2011-08-19]. （原始内容存档于2012-10-13）.
106. ↑  . American Airlines. 2011  [2011-08-28]. （原始内容存档于2012-02-04）.
107. ↑  . International Civil Aviation Organization.   [2016-02-17]. （原始内容存档于2017-07-10）.
108. 1 2 3   (PDF). Flight International: 15. August 2011  [2011-09-13]. （原始内容存档 (PDF)于2013-10-20）.
109. ↑  Becher 1999，第175.頁
110. ↑  Norris, Guy. . Flight International. 1998-04-22  [2011-12-28]. （原始内容存档于2016-03-05）.
111. ↑   (PDF). European Aviation Safety Agency: 4. 2011-02-23  [2011-08-18]. （原始内容存档 (PDF)于2012-03-10）.
112. ↑   (PDF). Federal Aviation Administration: 6–8. 2011-03-04  [2011-12-26]. （原始内容存档 (PDF)于2021-04-07）.
113. ↑  . Boeing. 2011  [2011-07-31]. （原始内容存档于2013-02-16）.
114. ↑  . IAI.   [2022-01-16]. （原始内容存档于2022-06-06）.
115. ↑  Boeing  Commercial Airplanes -- The Boeing 767 Family -- 1,000 Strong and Counting.htm
116. ↑  . Delta Air Lines Air Transport Heritage Museum.   [2011-08-18]. （原始内容存档于2009-05-16）.
117. ↑  Thisdell, Dan; Fafard, Antoine. . Flightglobal Insight. Flight International (Flightglobal). 2018-07-31 (9 August 2018)  [2020-11-01]. （原始内容存档于2018-11-06）.
118. ↑  . The Boeing Company. 2020-08-31  [2020-09-29]. （原始内容存档于2021-01-12）.
119. ↑  . Boeing. August 2018  [2018-10-18]. （原始内容存档于2012-05-25）.
120. ↑  . Boeing. August 2018  [2018-10-18]. （原始内容存档于2012-08-05）.
121. ↑  . Boeing. September 2018  [2018-10-18]. （原始内容存档于2014-08-23）.
122. ↑  .   [2016-10-29]. （原始内容存档于2021-04-15）.
123. ↑  .   [2019-02-23]. （原始内容存档于2019-02-24）.
124. ↑  江泽民专机疑被装窃听器 的存檔，存档日期2013-12-19.
125. ↑  . www.airforcemag.com.   [2019-03-23]. （原始内容存档于2019-03-23） （美国英语）.
126. ↑  767 specifications （页面存档备份，存于）, Boeing.
127. ↑  Boeing 767 airport report （页面存档备份，存于）, Boeing
128. ↑  Boeing 767-200 page （页面存档备份，存于）, Airliners.net
129. ↑  Boeing 767-200 page （页面存档备份，存于）, Airliners.net
130. ↑  Boeing 767-400 page （页面存档备份，存于）, Airliners.net